# Бронепалубен крайцер
Бронепалубният крайцер е разпространен в края на 19 век и началото на 20 век тип крайцери, чиято защита на машините и оръдейните погреби се състои от бронирана палуба, плоска или издадена (черупковидна). За първи път се появяват през 1878 година, те са строени или купувани от повечето морски държави до началото на Първата световна война, в междудела на двата века те са най-многочислените части на крайцерските им сили. В чуждата литература се използва и англоезичният термин „защитѐн крайцер“ (на английски: Protected cruiser).

## Зараждане и развитие на бронепалубните крайцери
Ветроходно-парните фрегати и корвети през периода 1860 – 1870 г. се строят като правило без бронезащита. В търсене на скорост и далечина на плаване, с ограничение във водоизместимостта и парни машини с невисока мощност, конструкторите предпочитат да залагат на разполагането на жизненоважните точки на кораба: погребите, парните котли и машините под водолинията и защитата им чрез бордови въглищни бункери. Типични представители на дадения клас са американските фрегати от тип „Вампаноа“ и британските тип „Айрис“.
Обаче опитът от Гражданската война в САЩ показва, че комуникациите могат да се разстроят от десетки спомагателни крайцери, които не отстъпват на военните кораби по скорост и въоръжение. Това означава, че трябва да се даде на крайцерите решаващо преимущество в боя с рейдерите от търговски тип. При това, заради големия брой необходими крайцери, много остро стои въпросът за стойността им. Още един повод за създаването на нов тип военни кораби става сражението в залива Пакоча, между британските фрегати „Шаха“ и „Аметист“ против перуанския монитор „Уаскар“ на 29 май 1877 година. С огромно превъзходство в огневата мощ, британците не могат да повредят бронирания си противник. При това тактиката за водене на бой от голяма дистанция не се оправдава и на крайцерите се налага да търсят сближаване и само слабостта на перуанските артилеристи спасява крайцерите от попадения. На всички става ясно, че срещайки по-подготвен противник, небронираните кораби са обречени.
Брониран пояс, по онова време, могат да имат само големите и скъпи кораби, за това се появява компромисно решение – да се ограничи защитата с бронирана палуба. Първият в света бронепалубен крайцер става британската корвета „Комюс“, заложена през 1876 г. На нея под водолинията е поставена плоска бронирана палуба, прикриваща машините и котлите от попадения на снаряди и падане на обломки от разположените по-горе конструкции. В носа и на кърмата „Комюс“ остава незащитен.
Следващите етапни кораби стават корветите от тип „Леандър“, заложени през 1880 г. На тях са поставени по-мощни машини, извисяващи се над водолинията, затова съществува риск от попадения под палубата. За да се предпазят от тази възможност бронепалубата получава скосявания по краищата, които стават впоследствие типична черта на последващите крайцери. Всички тези кораби са типичните „защитници на търговията“, предназначени за охрана на комуникациите и лов на вражески рейдери – тип, характерен преди всичко за флота на Великобритания. Впоследствие се появява идеята подобни кораби да бъдат включени в броненосна ескадра в качеството им на бързоходни разузнавачи.
Различна идея получява развитие в крайцера „Есмералда“, заложен 1882 г. от британската фирма „Армстронг“ за чилийския флот и става последващото развитие на линията на канонерските лодки по конструкция на Джордж Рендел. Този кораб е планиран като бюджетна алтернатива на пълноценен тежковъоръжен кораб, с мощна артилерия при посредствена, но осигуряваща минимална бойна живучест защита, което поне на теория позволява борба, като минимум, с второкласни броненосци. При него броневата палуба продължава по цялата дължина на корпуса, излизайки над водолинията в средната част и имала скосове към бордовете, завършващи под водолинията. При тогавашните дистанции на боя, снарядите ще попадат в скосовете под ъгъл, което осигурява солидна защита. Още повече усилват живучестта кофердамите надлъжно на бордовете, напълнени с корк, и разположените над тях въглищни бункери. „Есмералда“ установява типа на т.нар. елсуикски крайцери и служи за образец на цяла поредица от бронепалубни крайцери.
В същото време някои флоти, в частност руският и френският, проявяват интерес към бронепалубните крайцери в качеството им на рейдери, „изтребители на търговци“, преимуществено насочени срещу британското корабоплаване, което по онова време е фактически монополист на пазара на морски превози (с дял над 70% в средата на 1880 г.). Все пак нито руснаците, нито французите не проявяват последователност в привързаността си към този тип кораби, усещайки, че бронепалубните „изтребители на търговци“ ще са доста уязвими срещу подобни на тях „защитници на търговията“, като отдават предпочитание на броненосните крайцери като имащи по-голяма бойна устойчивост. При това обаче развитието на броненосни рейдери и в Русия, и във Франция към началото на 20 век стигна до задънена улица.
По-нататъшното развитие на класа минава в постепенно усъвършенстване на отделни елементи на корабите. Желязото, което заменя дървото в качеството на строителен материал, само е заменено от стоманата. Всички крайцери получават разделение на водонепроницаеми отсеци, които с течение на времето все повече се усъвършенстват. Задължително става наличието на двойно дъно. Много дълго моряците не искат да се отказват от архаичните ветрила.
| „                                                                    | Независимо от това, че сметките ясно показват, че ветрилната тяга на броненосните кораби напълно противоречи на икономическата идея, необходимостта да се икономисват въглища, чрез ползване на вятъра е толкова силно залегнал стереотип за морските специалисти, че няма възможност, поне засега, той да се преодолее. | “ |
| Паркс О. Линкоры Британской империи. Ч.III. Тараны и орудия-монстры. | |   |

Работата е там, че в противоречие на съмнителната идея за „икономии“ във военния флот, ветрилната тяга все пак силно увеличава тактическите възможности на крайцерите от онова време (в частност „изтребителите на търговци“ – немците през Първата световна война даже използват чисто ветроходни рейдери): първо, това им дава практически неограничена далечина на плаване и независимост от снабдяването с въглища и на второ място – позволява без да прекъсват плаването и почти без загуба на скорост да обслужат или ремонтират двигателната си установка, което за тогавашните несъвършени котли и машини се налага често. Преходите на крайцерите през океана стават предимно „по вятъра“, като необходимата човешка сила е набавяна без особени трудности, за разлика от търговския флот, от напълно безплатните за военните флоти наборни матроси. Освен това наличието на платна и умението на екипажа да работи с тях потенциално препятствало крайнорядката, но изключително неприятна ситуация – повредата на единствената парна машина по средата на океана, на хиляди мили от най-близкия бряг, с последващата пълна невъзможност да помръднеш от мястото си – както това реално се случило през 1885 г. с броненосеца HMS Monarch на път за Малта, когато след повреда в машината той губи ход и няколко дни дрейфува в открито море.
В отличие от споменатите по-горе броненосци, действително винаги бавнички с платна, корабите от крайцерски тип до началото на 1880-те години се проектирани като добри ветроходци, при които
| „                                               | максималната скорост … под пара е средно по-ниска, отколкото под платна. Така например фрегатата „Иля Муромец“ дава под пара до 8 възела, а при свеж вятър с платна – 12 възела. А скоростта на корветата „Богатир“ с платна достига 14 възела. Фрегатите, корветите и клиперите били изначално предназначени да действат в окена и трябва през по-голямата част от времето да плават на платна. Машините се пускат само в щил, в тесните и плитки крайбрежни води и разбира се в бой. За да не пречат на платната, на много кораби комините били телескопични, т.е. сгъваеми. Поради това често на фотографиите и рисунките на ветро-парните кораби изглеждат като чисти платноходи. За да не създава допълнително съпротивление при ход под платна гребния винт може да се откачи от вала на машината и да се прибере в корпуса на кораба чрез специален кладенец. Ветроходно-парните съдове имат огромна автономност и могат по много месеци да не влизат в пристанище. И това в мирно време, а в случай на война те могли да си попълнят запасите от вода, храна и въглища от пленените търговски кораби. | “ |
| Широкорад А. А. Россия выходит в мировой океан. | |   |

По-горния цитат се отнася за крайцерските ветро-парни клипери от края на 1860-те години, но също се отнася и към голяма част от крайцерите през 1870-те и началото на 1880-те години, които имайки свалящи се винтове и пълно ветрилно въоръжение, дават 12 – 14 възела под пара (при идеално състояние на машината, труднодостижимо при дълго плаване; впоследствие до 14 – 16 възела) и толкова или съвсем малко по-малко по вятъра – като даже тяхната автономност под пара се измерва с дни, затова въглищата се пазят за щил или за предстоящо сражение.
Едва през 1880-те разпространение получават по-ефективни и надеждни парни машини, двувални силови установки, при които е невъзможно да направят винтовете повдигащи се и многочислени сервоприводи, за работата на които все пак трябва пара, а също така и постепенното излизане от строя на матросите и офицерите, които имали опит с платната. Всичко това окончателно слага край на платноходната епоха във военноморския флот. Впрочем даже изходният аргумент на противниците на платната – малката икономия на гориво – също не е еднозначен: използването на платна в търговския флот през 1970-те години, показва напълно реална икономия на гориво, при това че по степен на оптимизация за използване на вятърна тяга съдовете от този период силно отстъпват на построените във втората половина на 19 век, да не говорим като ниво на подготовка на екипажа за работа с платна.
Вземат се мерки за увеличаване на защитата на артилерията и подобряване на условията за водене на стрелба. Оръдията все по-често са зад бронирани щитове, в бронирани кули и каземати, по бордовете се слагат оръдейни спонсони. Преходът към по-мощни и ефективни вертикални парни машини прави броневата палуба със скосове стандартна черта на всички бронепалубни крайцери. Докато на въоръжение са само снарядите с пълнеж от димен барут, това ниво на защита се счита за достатъчно по критерия стойност/ефективност, така че към края на 19 век бронепалубните крайцери са по-голямата част от крайцерските сили на морските държави.

## Бронепалубните крайцери на Великобритания
В британския флот, от 1888 г., бронепалубните крайцери се делят на три ранга, в зависимост от водоизместимостта и отчасти въоръжението. Крайцерите от 1-ви ранг имат водоизместимост над 7000 t и главен калибър до 234 mm. Крайцерите от 2-ри ранг имат водоизместимост от 3000 до 7000 тона и артилерия с калибър 152 mm. Водоизместимостта на крайцерите от 3-ти ранг е между 1500 до 3000 тона, а артилерията обикновено е между 102 – 120 mm.
С назначаванерто на Уилям Уайт за Главен строител на Кралския флот британците се отказват от строеж на сравнително бавните и небалансирани броненосни крайцери. Вместо това Адмиралтейството се стреми да има колкото се може повече бронепалубни крайцери, които да пазят основно жизненоважните за Британската империя морски комуникации.
Първенци сред бронепалубните крайцери от 1-ви ранг стават двата кораба от типа „Блейк“ (на английски: Blake), които влезат в строй в периода 1892 – 1894 г. Независимо от това, че Уайт не може да достигне планираните показатели като скорост и далечина на плаване, крайцерите са доста напредничави. Предназначени за лов на вражески рейдери, те носят солидно въоръжение от 234- и 152-mm оръдия, за първи път в целия клас разположени в кули и каземати, а бронепалубата им е с много дебели скосове. Водоизместимостта минава 9000 тона. Проектът е оценен доста високо, но стойността му изглежда прекомерна.
Заради това започват да правят доста умаления вариант на проекта „Блейк“, известен като тип „Едгар“ (на английски: Edgar). Намалената с 1800 тона водоизместимост добре повлиява на стойността и флота поръчва 9 единици от него. Наистина скоростта му е по-ниска от тази на предшествениците му, но за сметка на това самите машини са доста по-сигурни. Броневата защита също е намалена, но въоръжението на „Едгар“ е не по-малко силно от това на „Блейк“. Всички те постъпват на въоръжение в периода 1893 – 1896 г.
Следващият тип бронепалубен крайцер от 1-ви ранг в Кралския флот се появява като отговор на построяването в Русия на крайцера „Рюрик“. За да надминат руския рейдер британските адмирали настояват за строителството на двата огромни крайцера от типа „Паурфул“ (на английски: Powerful) – най-големите военни кораби по онова време. Водоизместимостта им е над 14 000 тона, а за да осигурят висока скорост и мореходност на корабите корпусът им е много дълъг и висок. И въпреки това въоръжението и бронята им не се отличава с нищо особено и самите британски моряци признават строителството им за грешка, справедливо отбелязвайки, че ако са запознати по-детайлно с доста неудачната конструкция на „Рюрик“, то „Паурфул“ и „Терибъл“ никога нямаше да бъдат построени. Наречени „белите слонове“ те влезат във флота през 1897 и 1898 г.
Последните бронепалубни крайцери 1-ви ранг британският флот получава 1899 – 1903 г. Бидейки умален вариант на „Паурфул“, 8-те единици на типа „Диадем“ (на английски: Diadem) са с 3000 тона по-малка водоизместимост, по-слаба защита и са по-бавни, а въоръжението им е само от оръдия среден калибър. Сега британското Адмиралтейство решава, че тези крайцери са твърде слаби, за да се справят с броненосните рейдери на Русия и Франция и на база проекта „Диадем“ преминава към строителството на броненосните крайцери от типа „Креси“ (на английски: Cressy).
Големите британски крайцери, както броненосните, така и бронепалубните, нерядко са подлагани на критика за по-слабото им, в сравнение със съпоставими по размер чужди крайцери, въоръжение. Но кралският флот отдава по-голямо значение на мореходността, далечината на плаване и обитаемостта на своите крайцери и по тези показатели те значително превъзхождат своите аналози.
| Сравнителни ТТХ на британските бронепалубни крайцери от I ранг |                                                                        |                                                                       |                                                                      |                                                                       |
| Характеристики                                                 | „Блейк“                                                                | „Едгар“                                                               | „Паурфул“                                                            | „Диадем“                                                              |
| Водоизместимост, t                                             | 9150 – 9296                                                            | 7467 – 7820                                                           | 14 200 – 14 447                                                      | 11 177                                                                |
| Артилерия                                                      | 2 – 234 mm, 10 – 152 mm, 16 – 18 – 47 mm                               | 2 – 234 mm, 10 – 152 mm, 12 – 57 mm, 5 – 47 mm                        | 2 – 234 mm, 12 – 152 mm, 16 – 18 – 76 mm, 12 – 47 mm                 | 16 – 152 mm, 14 – 76 mm, 3 – 47 mm                                    |
| Торпедни апарати                                               | 4х1 – 457 mm                                                           | 4х1 – 457 mm                                                          | 4х1 – 457 mm                                                         | 3х1 – 457 mm                                                          |
| Брониране, mm                                                  | Палуба – 76 – 152, щитове оръдия ГК – 114, каземати – 152, рубка – 305 | Палуба – 76 – 127, щитове оръдия ГК – 76, каземати – 152, рубка – 305 | Палуба – 51 – 152, кули оръдия ГК – 152, каземати – 152, рубка – 305 | Палуба – 63 – 102, щитове оръдия ГК – 51, каземати – 114, рубка – 305 |
| Силова установка, к.с.                                         | 13 000                                                                 | 12 550                                                                | 25 772                                                               | 16 500 – 17 262                                                       |
| Максимална скорост, възела                                     | 20                                                                     | 20                                                                    | 20,6 – 22,2                                                          | 20,25                                                                 |

Родоначалници на британските бронепалубни крайцери от 2-ри ранг стават корабите от типа „Леандър“ (на английски: Leander), чиято четворка попълва флота в годините от 1885 до 1887 г. Те представляват развитие на корветите от типа „Айрис“ (на английски: Iris), но с поставена бронепалуба. Тъй като машините стигат над водолинията, по-високо е поставена и палубата, а по бордовете са направени скосове надолу. Крейцерите стават много добре въоръжени, бързоходни и със сериозна далечина на плаване. Само че броневата палуба защитава само машините и котлите.
На следващата четворка крайцери – типът „Мърси“ (на английски: Mersey), постъпващи в строй 1887 – 1889 г., броневата палуба е по цялата дължина на корпуса, като постепенно се снижава към носа и кърмата. Така е установен класическият тип черупковидна (карапасна) бронева палуба. Също така тук, за пръв път при крайцерите, се появява и бронираната бойна рубка. По принцип всички последващи британски бронепалубни крайцери стават развитие на използваната при „Мърси“ схема.
Крайцерите са добри за командването на флота, но са необходими в голямо количество и по-нататъшното развитие на второранговите крайцери е намаляване на стойността на отделната единица при значително увеличаване на корабите във всяка серия. Петте крайцера от типа „Маратон“ (на английски: Marathon) са умалена версия на „Мърси“ и завършени в периода 1889 – 1890 г. Крайцерите стават по-лошо въоръжени, много тесни и недостатъчно мореходни, но и по-евтини.
Вдъхновено от успеха, Адмиралтейството поръчва серията на 21-те крайцера от типа „Аполо“ (на английски: Apollo). Размерите са с малко увеличени, а вече цялата артилерия е от скорострелни оръдия, въпреки че подредбата им става по-лоша. Твърде голямата теснота на предшественика е преодоляна, но мореходността отново е призната за недостатъчна. Цялата серия е достроена в периода 1891 – 1894 г.
Търсената по-добра мореходност, в тези условия, води до появата на типа „Астрея“ (на английски: Astraea), в 8 единици и приети 1894 – 1896 г. Водоизместимостта нарасва почти с 1000 тона, въоръжението става малко по-силно, а скоростта даже по-ниска, но за сметка на това новите крайцери се държат доста по-добре в лошо време.
Въпреки че новопостроените кораби имат много достойнства, те изглеждат доста слабо въоръжени на фона на чуждите крайцери. Заради това в серията от 9 кораба на типа „Еклипс“ (на английски: Eclipse) е направен опит да отстрани този недостатък. Опитът не изляза особено успешен. Въоръжението е усилено с малко, но скоростта им е недостатъчна за преследване на новите крайцери на Русия и Франция, а водоизместимостта отново нарасва. Всички влезат в строй 1896 – 1898 г.
Малко по-особени са крайцерите от типа „Арогант“ (на английски: Arrogant), четирите единици на който са предназначени да взаимодействат с броненосците. На тях е направена много солидно бронирана бойна рубка, а корпусът е усилен за нанасяне при необходимост на таранен удар. Във всичко останало те не се отличават от „еклипсите“. Достроени са 1898 – 1900 г.
Последните бронепалубни крайцери в кралския флот са 5 единици на типовете „Хайфлаер“ (на английски: Highflyer) и „Челънджър“ (на английски: Challenger), които доста си приличат. Въоръжението им отново нарасва и по принцип те се считат за достатъчно балансирани кораби, но скоростта им е малка. С тези единици, постъпващи във флота между 1899 и 1905 г., историята на британските второкласни бронепалубници свършва.
| Сравнителни ТТХ на британските бронепалубни крайцери от II ранг |                                    |                                                      |                                                      |                                                      |                                                 |                                                      |                                                       |                                                      |                                                      |
| Характеристики                                                  | „Леандър“                          | „Мърси“                                              | „Маратон“                                            | „Аполо“                                              | „Астрея“                                        | „Еклипс“                                             | „Арогант“                                             | „Хайфлаер“                                           | „Челънджър“                                          |
| Водоизместимост, t                                              | 4369                               | 4050 – 4115                                          | 2800 – 2950                                          | 3454                                                 | 4360 – 4430                                     | 5690                                                 | 5842 – 5850                                           | 5690                                                 | 5974                                                 |
| Артилерия                                                       | 10 – 152 mm                        | 2 – 203 mm, 10 – х152 mm, 3 – 57 mm, 3 – 47 mm       | 6 – 152 mm, 9 – 57 mm, 1 – 47 mm                     | 2 – 152 mm, 6 – 120 mm, 8 – 57 mm, 1 – 47 mm         | 2 – 152 mm, 8 – 120 mm, 10 – 57 mm, 1 – 47 mm   | 5 – 152 mm, 6 – 120 mm, 8 – 76 mm, 6 – 47 mm         | 4 – 152 mm, 6 – 120 mm, 8 – 76 mm, 3 – 47 mm          | 11 – 152 mm, 9 – 76 mm, 6 – 47 mm                    | 11 – 152 mm, 9 – 76 mm, 6 – 47 mm                    |
| Торпедни апарати                                                | 3х1 – 356 mm                       | 4х1 – 356 mm                                         | 4х1 – 356 mm                                         | 4х1 – 457 mm                                         | 4х1 – 457 mm                                    | 3х1 – 457 mm                                         | 3х1 – 457 mm                                          | 2х1 – 457 mm                                         | 2х1 – 457 mm                                         |
| Брониране, mm                                                   | Палуба – 37, щитове оръдия ГК – 37 | Палуба – 51 – 76, щитове оръдия ГК – 51, рубка – 229 | Палуба – 25 – 51, щитове оръдия ГК – 114, рубка – 76 | Палуба – 37 – 51, щитове оръдия ГК – 114, рубка – 76 | Палуба – 51, щитове оръдия ГК – 114, рубка – 76 | Палуба – 37 – 76, щитове оръдия ГК – 76, рубка – 152 | Палуба – 37 – 76, щитове оръдия ГК – 114, рубка – 229 | Палуба – 37 – 76, щитове оръдия ГК – 76, рубка – 152 | Палуба – 37 – 76, щитове оръдия ГК – 76, рубка – 152 |
| Силова установка, к.с.                                          | 5500                               | 4500                                                 | 9000                                                 | 7000                                                 | 7500                                            | 8000                                                 | 10 263                                                | 10 264                                               | 12 500                                               |
| Максимална скорост, възела                                      | 16,5 – 17                          | 17                                                   | 19,5 – 20                                            | 18,5                                                 | 18                                              | 18,5                                                 | 18 – 19                                               | 20 – 20,5                                            | 21                                                   |

Бронепалубните третокласни крайцери за развитие на минните крайцери от типа „Скаут“ (на английски: Scout) и „Арчър“ (на английски: Archer). Неголеми и доста добри сами по себе си, те имат за цел служба на станциите на Британската империя. Тяхното начало слагат 4-те крайцера от типа „Баракута“ (на английски: Barracouta), приети от флота през 1890 г.
По техните проекти конструкторите опитват да създадат бързоходна версия за ескадрена служба – типът „Бархам“ (на английски: Barham), построени към 1891 г. в състав 2 единици, но експериментът е крайно неудачен заради ненадеждността на машините им.
В продължение на линията „евтини“ колониални крайцери, британците отначало построяват през 1891 – 1892 г. серия от 9 кораба тип „Пърл“ (на английски: Pearl), за военноморските сили на Австралия, а след това 11 крайцера тип „Пелорус“ (на английски: Pelorus). Тяхната скорост с малко нарасва, но въоръжението е съвсем слабо. Фактически тези крайцери са само за демонстриране на флага и да плашат туземците. В строй влезат 1898 – 1901 г.
Последните третокласници са типът „Топаз“ (на английски: Topaze), получени от флота 1904 – 1905 г. На един от тях, „Аметист“, е поставена парна турбина, за да се види как те работи на сравнително голям кораб. По-нататък в „постуайт“ ерата британският флот предпочита да развива особен подклас крайцери – крайцери скаути.
| Сравнителни ТТХ на британските бронепалубни краицери от III ранг |                                         |                                         |                                                     |                                                    |                                                     |
| Характеристики                                                   | „Баракута“                              | „Бархам“                                | „Пърл“                                              | „Пелорус“                                          | „Топаз“                                             |
| Водоизместимост, t                                               | 1580                                    | 1830                                    | 2575 – 2616                                         | 2135                                               | 3048                                                |
| Артилерия                                                        | 6 – 120 mm, 4 – 57 mm                   | 6 – 120 mm, 4 – 57 mm                   | 8 – 120 mm, 8 – 57 mm                               | 8 – 102 mm, 8 – 47 mm                              | 12 – 102 mm, 8 – 47 mm                              |
| Торпедни апарати                                                 | 2х1 – 356 mm                            | 2х1 – 356 mm                            | 4х1 – 356 mm                                        | 4х1 – 457 mm                                       | 2х1 – 457 mm                                        |
| Брониране, mm                                                    | Палуба – 25 – 51, щитове оръдия ГК – 51 | Палуба – 25 – 51, щитове оръдия ГК – 51 | Палуба – 25 – 51, щитове оръдия ГК – 51, рубка – 76 | Палуба – 37 – 51, щитове оръдия ГК – 6, рубка – 76 | Палуба – 20 – 51, щитове оръдия ГК – 25, рубка – 76 |
| Силова установка, к.с.                                           | 1500                                    | 3600                                    | 4000                                                | 5000                                               | 10 200 („Аметист“ – 12 000)                         |
| Максимална скорост, възела                                       | 15                                      | 16,5                                    | 17                                                  | 18,5                                               | 21,75 („Аметист“ – 22,5)                            |

## Бронепалубните крайцери на Франция
В периода 1870 – 1880 г. френският флот е в крайно сложна ситуация. От една страна част от влиятелните политически кръгове, на основа на опита от Френско-пруската война, считат, че флота е малко полезен за страната и следва силно да се намалят разходите, които се правят за него. От друга страна самите военноморски кръгове са разделени на пръвърженици на традиционния подход в развитието на флота и т.нар. „Млада школа“, които искат да се акцентира върху миноносците и малки небронирани крайцери. Като резултат от това в края на 70-те години на 19 век френските крайцерски сили са явно остарели, дървени или композитни кораби, които са със съмнителна бойна стойност. А в същото време, както и преди, за главен потенциален противник на Франция в морето се разглежда Великобритания и на френския флот са му крайно необходими бързоходни и добре въоръжени кораби, с които при нужда да се блокират британските комуникации. По френската класификация към крайцерите 1-ви ранг се отнасят кораби с водоизместимост над 5500 тона; 2-ри ранг са тези с водоизместимост между 3700 – 4700 тона, а трети – 1800 – 3500 тона.
Първият истински бронепалубен крайцер на Франция е „Сфакс“ (на френски: Sfax), построен по проекта на Луи Емил Бертен към 1887 г. На този кораб със средни размери са приложени решения, които впоследствие стават характерни за всички последващи френски крайцери – огромен таран, завал на борда към корпуса, а също и защита от ниско разположена бронепалуба и кофердами, напълнени с целулоза. Независимо от пълното ветрилно въоръжение, „Сфакс“ е скоростен кораб със солидно въоръжение и става основа за следващи проекти.
След успеха Морското министерство поръчва още два разнотипни крайцера, влизащи в строй през 1890 г. Водоизместимостта на „Таж“ (на френски: Tage) надминава 7000 тона, а „Амирал Сесил“ (на френски: Amiral Cecille) е малко по-малък, но и двата са добре въоръжени и с висока за времето си скорост. Френските военноморски специалисти ги смятат за идеалното средство за унищожаване на британската търговия, но стойността им е твърде висока.
Напред във времето френския флот получава само няколко единици крайцери, които съответстват на британските от 1-ви ранг, като всички те са построени само в един екземпляр. През 1899 г. в строй влиза крайцерът „Д'Антрекасто“ (на френски: D'Entrecasteaux), предназначен за ролята на стационар в колониалните владения на Франция. През същата година флотът получава и крайцера „Гишен“ (на френски: Guichen), слабовъоръжен, но доста бърз. През 1902 г. е готов и крайцерът „Шаторено“ (на френски: Chateaurenault) – оригинален кораб, въоръжен като „Гишен“, но със силует на типичен търговски лайнер от онова време. Последният бронепалубен крайцер от 1-ви ранг е „Жюриен де ла Гравиер“ (на френски: Jurien De La Graviere), достроен към 1903 г. С това френското увличане по големи крайцери приключва.
| Сравнителни ТТХ на френските бронепалубни крайцери от 1-ви ранг |                                                |                                                |                                                           |                                                                           |                                                                           |                                                      |
| Характеристики                                                  | „Таж“                                          | „Амирал Сесил“                                 | „Д'Антрекасто“                                            | „Гишен“                                                                   | „Шаторено“                                                                | „Жюриен де ла Гравиер“                               |
| Водоизместимост, t                                              | 7589                                           | 5933                                           | 8142                                                      | 8409                                                                      | 8025                                                                      | 5692                                                 |
| Артилерия                                                       | 8 – 164 mm, 10 – 138 mm, 5 – 47 mm, 14 – 37 mm | 8 – 164 mm, 10 – 138 mm, 6 – 47 mm, 14 – 37 mm | 2 – 240 mm, 12 – 138 mm, 12 – 47 mm, 6 – 37 mm            | 2 – 164 mm, 6 – 138 mm, 10 – 47 mm, 5 – 37 mm                             | 2 – 164 mm, 6 – 138 mm, 10 – 47 mm, 5 – 37 mm                             | 8 – 164 mm, 10 – 47 mm, 6 – 37 mm                    |
| Торпедни апарати                                                | 7х1 – 355 mm                                   | 4х1 – 355 mm                                   | 4х1 – 450 mm                                              | 2х1 – 450 mm                                                              | ?                                                                         | 2х1 – 450 mm                                         |
| Брониране, mm                                                   | Палуба – 50 – 55, рубка – 75 – 89              | Палуба – 55 – 100, рубка – 89                  | Палуба – 75 – 100, каземати – 55, кули – 250, рубка – 250 | Палуба – 55 – 100, каземати – 40 – 60, щитове оръдия ГК – 55, рубка – 160 | Палуба – 55 – 100, каземати – 40 – 60, щитове оръдия ГК – 55, рубка – 160 | Палуба – 35 – 65, щитове оръдия ГК – 70, рубка – 100 |
| Силова установка, к.с.                                          | 12 500                                         | 10 200                                         | 14 500                                                    | 25 000                                                                    | 24 964                                                                    | 17 400                                               |
| Максимална скорост, възела                                      | 19,2                                           | 19,4                                           | 19,2                                                      | 23,5                                                                      | 24                                                                        | 22,9                                                 |

Доста по-охотно се финансира строителството на неголеми крайцери от 2-ри ранг. Предполага се, че сравително малките и относително евтини крайцери повече отговарят на доктрината на „Младата школа“, отколкото по-големите им събратя от 1-ви ранг.
Началото полагат серията кораби от типа „Алжер“ (на френски: Alger), от 3 единици и приети във флота през 1891 – 1893 г. След това в периода 1895 – 1896 г. са приети 3 крайцера тип „Фриан“ (на френски: Friant), с по-малка водоизместимост, но за първи път въоръжени със скорострелна артилерия. Следващата двойка са типа „Декарт“ (на френски: Descartes) и те имат усилено брониране. Те са готови към 1896 – 1897 г.
След тях флотът получава 3-те крайцера от типа „Д’Ассас“ (на френски: D'Assas), незначително различаващи се от „Декарт“. Те влизат в строй през 1898 г. Последни бронепалубни крайцери от 2-ри ранг във Франция са 2 кораба от типа „Катине“ (на френски: Catinat), които попълват флота в периода 1898 – 1899 г.
Следва да се отбележи, че последователността във френските крайцери е силно относителна, реално всички техни кораби от един тип са различни един от друг. Особеностите на френското корабостроене дават възможност на строителите да правят сериозни изменения в проектите, а и самото военноморско ръководство има доста голяма склонност към експерименти.
| Сравнителни ТТХ на френските бронепалубни крайцери от 2-ри ранг |                                                |                                                                |                                                     |                                                     |                                                     |                                                     |
| Характеристики                                                  | „Сфакс“                                        | „Алжер“                                                        | „Фриан“                                             | „Декарт“                                            | „Д’Ассас“                                           | „Катине“                                            |
| Водоизместимост, t                                              | 4634                                           | 4044 – 4406                                                    | 3809 – 3982                                         | 3960                                                | 3890 – 4015                                         | 4001 – 4048                                         |
| Артилерия                                                       | 6 – 164 mm, 10 – 138 mm, 2 – 47 mm, 10 – 37 mm | 4 – 164 mm, 6 – 138 mm, 2 – 65 mm, 8/12 – 47 mm, 10/12 – 37 mm | 6 – 164 mm, 4 – 100 mm, 4 – 47 mm, 11 – 37 mm       | 4 – 164 mm, 10 – 100 mm, 8 – 47 mm, 4 – 37 mm       | 6 – 164 mm, 4 – 100 mm, 10 – 47 mm, 5/9 – 37 mm     | 4 – 164 mm, 10 – 100 mm, 10 – 47 mm, 4 – 37 mm      |
| Торпедни апарати                                                | 5х1 – 355 mm                                   | 5х1 – 355 mm                                                   | 2х1 – 355 mm                                        | 2х1 – 450 mm                                        | 2х1 – 450 mm                                        | 2х1 – 355 mm                                        |
| Брониране, mm                                                   | Палуба – 60, рубка – 25                        | Палуба – 50 – 100, щитове оръдия ГК – 50, рубка – 50 – 75      | Палуба – 30 – 80, щитове оръдия ГК – 50, рубка – 75 | Палуба – 45 – 60, щитове оръдия ГК – 50, рубка – 70 | Палуба – 80 – 100 щитове оръдия ГК – 50, рубка– 100 | Палуба – 25 – 60, щитове оръдия ГК – 50, рубка – 70 |
| Силова установка, к.с.                                          | 6500                                           | 8000                                                           | 9500                                                | 8500                                                | 10 000                                              | 9500                                                |
| Максимална скорост, възела                                      | 16,7                                           | 19 – 19,5                                                      | 18,7                                                | 19,5                                                | 20                                                  | 19,5 – 20                                           |

Първите кораби от 3-ти ранг са „Даву“ (на френски: Davout) и „Суше“ (на френски: Suchet), които влизат в строй през 1891 г. и 1894 г. Корабите като цяло са от един тип, но „Суше“ е забележимо по-дълъг.
Идването на Хиацинт Об на поста Морски министър – лидер на „Младата школа“, радетел за по-малки кораби, води до активацията на строителство на неголеми крайцери. Първо флотът получава в периода 1889 – 1894 г. 3 крайцера от типа „Форбин“ (на френски: Forbin), а също в 1890 – 1891 г. още 3 крайцера типа „Трюде“ (на френски: Troude). Корабите са съвсем малки, слабо въоръжени и по съмнителната френска традиция по отделни детайли се различавали помежду си.
След това са 3-те единици от типа „Линуа“ (на френски: Linois), 1895 – 1898 г. и 2 единици от типа „Д’Естре“ (на френски: D'Estrees), в 1899 – 1900 г. Малко по-големи от предществениците си, те са все така слабо въоръжени и сравнително бавни. По принцип всички френски крайцери от 3-ти ранг стават само за ролята на стационари и колониални канонерки.
След като построяват значителен брой бронепалубни крайцери, към края на 19 век френското военноморско ръководство се убеждава, че корабите, с които разполага, са значително по-малко, отколкото на потенциалния главен противник – Великобритания, а относно военната им стойност може да се желае много повече, сравнено с британските им аналози. След което френския флот се отказва от строителството на бронепалубни и се концентрира изцяло в сторителството и развитието на броненосните крайцери.
| Сравнителни ТТХ на френските бронепалубни крайцери от 3-ти ранг |                                             |                                              |                                  |                                  |                                                      |                                              |
| Характеристики                                                  | „Даву“                                      | „Суше“                                       | „Форбин“                         | „Трюде“                          | „Линуа“                                              | „Д’Естре“                                    |
| Водоизместимост, t                                              | 3080                                        | 3362                                         | 1911 – 2012                      | 1954 – 1994                      | 2285 – 2318                                          | 2428                                         |
| Артилерия                                                       | 6 – 164 mm, 4 – 65 mm, 4 – 47 mm, 2 – 37 mm | 6 – 164 mm, 4 – 100 mm, 8 – 47 mm, 8 – 37 mm | 4 – 138 mm, 3 – 47 mm, 4 – 37 mm | 4 – 138 mm, 4 – 47 mm, 4 – 37 mm | 4 – 138 mm, 2 – 100 mm, 8/10 – 47 mm, 2 – 37 mm      | 2 – 138 mm, 4 – 100 mm, 8 – 47 mm, 2 – 37 mm |
| Торпедни апарати                                                | 6х1 – 355 mm                                | 7х1 – 355 mm                                 | 4х1 – 355 mm                     | 4х1 – 355 mm                     | 2х1 – 355 mm                                         |                                              |
| Брониране, mm                                                   | Палуба – 50 – 100, рубка – 70               | Палуба – 50 – 80, рубка – 70                 | Палуба – 40                      | Палуба – 40, рубка – 25          | Палуба – 40, щитове оръдия ГК – 50 – 75, рубка – 125 | Палуба – 20 – 45, рубка – 100                |
| Силова установка, к.с.                                          | 9000                                        | 9500                                         | 5800                             | 5800                             | 6800                                                 | 8500                                         |
| Максимална скорост, възела                                      | 20,7                                        | 20,4                                         | 19,5 – 20,5                      | 20,5 – 20,9                      | 20,5                                                 | 20 – 20,5                                    |

## Бронепалубните крайцери на Русия
Построяването на първите бронепалубни крайцери в Руския императорски флот започва през 80-те години на 19 век. Според корабострителната програма от 1882 г., следва да се построят 4 фрегати и 9 корвети. Самата програма не е ясно определена и поради тази причина се строят и бронепалубни и броненосни крайцери Руският флот през 1886 – 1887 г. получава корветите „Витязь“ и „Рында“, с плоска бронирана палуба, прикриваща само машинното и котелното отделения, като корабите имат пълно ветрилно стъкмяване на барк. Прекласифицирани през 1892 г. в крайцери от 1-ви ранг, те стават първите бронепалубни крайцери на Русия.
Независимо от направените нововъведения тези корвети са непригодни за водене на крайцерска война, каквито планове има руското морско ведомство. В търсене на нови решения решават да се обърнат към чуждестранния опит. През 1880-те години голямо впечатление във военноморските среди на великите държави правят френските крайцери „Сфакс“, „Таж“ и „Амирал Сесил“, проектирани от Емил Бертен (на френски: Louis-Émile Bertin). Френската компания „Ателе и Шанте“ (на френски: Ateliers et Chantiers de la Loire) предлага на руския флот проект, базиран на „Амирал Сесил“, обещавайки съчетание на солидна бойна мощ, висока скорост и далечина на плаване. След корекции на проекта договорът е подписан и през, 1888 г. „Адмирал Корнилов“ влиза в строй. Сравнително голям кораб, защитен от бронирана палуба, с мощно въоръжение и ветрилно въоръжение на барк, който обаче не може да достигне скоростта от 18 възела, която е заложена по договор.
Следващият бронепалубен крайцер на руския флот първоначално е проектиран като яхта за генерал-адмирала, с възможност да се използва във военно време като минен заградител. След това заданието е променено на яхта-крайцер. Договорът за строителство получава френската фирма „Форж и Шантие“ (на френски: Forges et Chantiers). Поради насочване на усилията в постигане на максимален комфорт на високопоставени пътници, бойните качества на крайцера „Светлана“ са много посредствени. В строй корабът влиза през 1898 г.
Готвейки се за крайцерска война с Великобритания руското морско ръководство се стреми да има възможно повече големи крайцери, но строителството на броненосни единици, като „Рюрик“ и неговите последователи е твърде скъпо. В тази връзка, през 1895 г., на конструкторите на Балтийския завод било предложено да разработят океански бронепалубен рейдер, използвайки за образец британския проект „Астрея“. В резултат на което руския флот в периода 1902 – 1903 г. получава три крайцера – „Диана“, „Палада“ и „Аврора“. Без достатъчно натрупан опит проектантите допускат много грешки и като резултат тези крайцери – „Диана“ към началото на руско-японската война са оценени като най-безполезните от новите кораби на Руския флот. Тяхното въоръжение е твърде слабо за солидната им водоизместимост, делечината на плаване – ограничена, а скоростта на плаване – съвършено недостатъчна.
В хода на подготовката за войната с Япония руското морско ведомство стига до извода, че следва да има в състава на флотата си два типа бронепалубни крайцери: далечни разузнавачи, с водоизместимост около 6000 тона и близки такива с 2000 −2500 тона водоизместимост. Съответните конкурси били обявени през 1898 г., като заради сериозната натовареност на местните корабостроители са поканени и много чуждестранни компании.
В резултат на това в състава на флота се появяват бронепалубните крайцери от 1-ви ранг. Всички те носят по 12 152 mm оръдия главен калибър и трябва да имат ход 23 възела. Крайцерът „Варяг“ е проектиран и построен от американската компания „Крамп“ (на английски: William Cramp & Sons). На изпитанията „Варяг“ надминава изискваната контрактна скорост от 23 възела, но показва ниска надежност на машините. Артилерията на крайцера е без никаква защита, което сериозно намалявало бойната му устойчивост. В състава на флота влиза през 1901 г.
Крайцерът „Асколд“ е направен от немската фирма „Германия“ (на немски: Germaniawerft). Неговата артилерия е прикрита с бронещитове, а силовата установка много надеждна. Заедно с това корпусът на крайцера не е много здрав, мореходността е недостатъчна, а вътрешните помещения – тесни. В строй Асколд влиза през 1901 г.
Най-добър се оказва проектът за крайцера „Богатир“, конструиран и построен от немската фирма „Вулкан“ (на немски: Vulcan A.G.). Без да отстъпва по скорост на „Варяг“ и „Асколд“ при него артилерията на главния калибър е на 2/3 защитена в кули и каземати. Въпреки че оръдията в кулите дълго време имат проблем със скорострелността, като цяло, проектът е оценен като най-добре защитен от противников огън, а мореходността отговаря на суровите условия на Тихия океан. Заради горното решават да построят още няколко кораба от този тип, този път в руски корабостроителници. В периода 1902 – 1905 в строй влизат „Богатир“, „Олег“ и „Кагул“, влизането в срой на „Очаков“ се проточва, заради Севастополското въстание от 1905 г. Характерно е, че само главният кораб напълно отговаря на заявените характеристики, а крайцерите руска постройка са значително претоварени и не достигат контрактната скорост.
Важно е да се отбележи, че независимо от достойнствата на големите разузнавачи на флота, построени по програмата от 1898 г., те като цяло са малополезни. От гледна точка на разузнаване те се справят със задачите си не по-добре от доста по-евтините крайцери от 2-ри ранг, а за сериозен бой са твърде уязвими.
| „                                                                         | Що се отнася до големите бронепалубни крайцери, то тяхната безполезност е вън от всякакво съмнение и е очевидна, дори за това не си заслужава да се говори, тъй като още много преди войната това е известен факт във всички флоти, с изключение на руския, за наше най-голямо съжаление. | “ |
| Кладо Н. Л. Очерк военных действий на море во время русско-японской войны | |   |

Поръчките за крайцери от 2-ри ранг също са спечелени от чужди производители. Договорът за построяването на „Новик“ получава немската фирма „Шихау“ (на немски: F. Schichau A.G.). Максимално лекият кораб е с достатъчно скромно въоръжение и ограничена далечина на плаване. Морското министерство го характеризира като огромен миноносец. Обаче скоратта му минава границата от 25 възела и това привлича вниманието на военните моряци от целия свят. Във флота влязъл през 1901 г.
По образ на „Новик“ на Невския завод възлагат да построи още два крайцера – „Жемчуг“ и „Изумруд“. Заради стремежа да се подобри въоръжението и лощото изпълнение на сторителството крайцерите от проекта „Жемчуг“ са значително претоварени и с по-ниска скорост, а самите те струват на бюджета доста по-скъпи от „Новик“. И двата кораба влизат в строй през 1904 г.
Още един бронепалубен крайцер 2-ри ранг флота неочаквано получава от Дания. „Боярин“, проектиран от компанията „Бурмейстер ог Вайн“ (на датски: Burmeister og Wain) силно отстъпва на „Новик“ по скорост, а в останалите си характеристики няма значителни преимущества. Заради връзките на руския императорски двор с Дания договорът е подписан, а кораба приет към 1902 г.
| Сравнителни ТТХ на руските бронепалубни крайцери |                                   |                                    |                               |                                    |                                               |                                                      |                                                                                           |                                                     |                                   |                                  |
| Характеристики                                   | „Витяз“                           | „Адмирал Корнилов“                 | „Светлана“                    | „Диана“                            | „Варяг“                                       | „Асколд“                                             | „Богатир“                                                                                 | „Новик“                                             | „Жемчуг“                          | „Боярин“                         |
| Водоизместимост, t                               | 3537                              | 5863                               | 3924                          | 7271 – 7900                        | 7220                                          | 5950                                                 | 7790 – 8250                                                                               | 3080                                                | 3520                              | 3274                             |
| Артилерия                                        | 10 – 152 mm, 4 – 87 mm, 8 – 37 mm | 14 – 152 mm, 6 – 47 mm, 10 – 37 mm | 6 – 152 mm, 10 – 47 mm        | 8 – 152 mm, 24 – 75 mm, 8 – 37 mm  | 12 – 152 mm, 12 – 75 mm, 8 – 47 mm, 2 – 37 mm | 12 – 152 mm, 12 – 75 mm, 8 – 47 mm, 2 – 37 mm        | 12 – 152 mm, 6/8 – 75 mm, 6 – 47 mm                                                       | 6 – 120 mm, 6 – 47 mm, 2 – 37 mm                    | 8 – 120 mm, 6 – 47 mm, 2 – 37 mm  | 6 – 120 mm, 8 – 47 mm. 4 – 37 mm |
| Торпедни апарати                                 | 3х1 – 381 mm                      | 6х1 – 381 mm                       | 2х1 – 381 mm                  | 3х1 – 381 mm                       | 6х1 – 381 mm                                  | 6х1 – 381 mm                                         | 2х1 – 381 mm                                                                              | 5х1 – 381 mm                                        | 3х1 – 381 mm                      | 5х1 – 381 mm                     |
| Брониране, mm                                    | Палуба – 37                       | Палуба – 25 – 63, рубка – 76       | Палуба – 25 – 51, рубка – 102 | Палуба – 37 – 63, рубка – 51 – 152 | Палуба – 37 – 76, рубка – 76 – 152            | Палуба – 51 – 76, щитове оръдия ГК – 25, рубка – 152 | Палуба – 35 – 70, кули – 89 – 127, каземати – 20 – 80, щитове оръдия ГК – 25, рубка – 140 | Палуба – 30 – 51, щитове оръдия ГК – 25, рубка – 30 | Палуба – 30 – 51, рубка – 30 – 45 | Палуба – 30 – 51, рубка – 76     |
| Силова установка, к.с.                           | 3000                              | 6581                               | 10 100                        | 11 610 – 12 200                    | 14 158                                        | 20 434                                               | 19 350 – 20 370                                                                           | 17 000                                              | 17 000                            | 11 500                           |
| Максимална скорост, възела                       | 14,4                              | 17,6                               | 21,6                          | 19,0 – 19,2                        | 23,75                                         | 24,5                                                 | 23 – 24                                                                                   | 25                                                  | 22,6 – 24                         | 22,5                             |

## Бронепалубните крайцери на Германия
След образуването на Германската империя (на немски: Deutsches Reich) през 1871 г., новата мощна държава обръща внимание на създаването на свой флот, което трябва да започне практически от нулата. Дори ръководителите на флота първоначално са сухопътни генерали, а първите германски крайцери са лоши копия на чуждестранни образци и служат предимно за подготовка на кадри за флота.
Класификацията на германските крайцери също е своеобразна. До 1899 г. всички крайцери били 1, 2, 3 или 4-ти ранг, според водоизместимостта, без учитане на бронирането. От 1899 г. крайцерите били раздлени на 2 категории: „големи крайцери“ (на немски: Grosse Kreuser), където влизат големите бронепалубни крайцери, ставащи големи крайцери от 2-ри ранг, и броненосните крайцери, а впоследствие и линейните крайцери, които стават големи крайцери от 1-ви ранг; Като „малки крайцери“ (на немски: Kleine Kreuser) се числят всички останали.
Родоначалници на големите крайцери стават 2-та кораба от типа „Ирене“ (на немски: Irene) – първите бронепалубни крайцери на немския флот, достроени 1888 – 1889 г. Фактически, крайцерите станали неудачни – скоростта и далечината на плаване са недостатъчни, бронирането слабо, а многочислената артилерия не е скорострелна.
Растящите амбиции на флота показват следващият проект – крайцерът „Кайзерин Аугуста“ (на немски: Kaiserin Augusta), който влиза в строй през 1892 г. Предназначен да пречи на чуждите комуникации този голям крайцер има солидно въоръжение, достойно брониране и висока скорост. За първи път немците използват тривалова силова установка. Има разбира се и проблеми – твърде лекият корпус на кораба трябва да се усилва допълнително. Въпреки всичко „Кайзерин Аугуста“ става първият немски крайцер, който е построен на нивото на световните стандарти от онова време.
Следващият проект за голям бронепалубен крайцер е немного успешен. 5-те крайцера от типа „Виктория Луизе“ (на немски: Victoria Louise), влизащи в състава на флота през 1898 – 1899 г, имат солидно въоръжение, но ограничена далечина на плаване, която не позволява да се използват като океански рейдери, а за ескадрена служба им липсва скорост. По-голямата част от кариерата си тези кораби провеждат като учебни кораби. С това завършва увлечението на немския флот по големите бронепалубни крайцери.
На средните по размери крайцери, доста популярни в другите флоти, немските моряци обръщат малко внимание до края на 19 век. По същество единствен представител на този клас е „Гефион“ (на немски: Gefion), построен към 1894 г. За първи път на този кораб немците използват като оръдия на главния калибър 105-mm оръдия, уповавайки се на високата им скорострелност.
Много по-голямо внимание Германия отделя на развитието на малките крайцери, предназначени за ескадрена служба, особено след като ръководител на флота става Алфред фон Тирпиц. Първият от тях е крайцерът „Хела“ (на немски: Hela), който от своя страна е развитие на бронепалубните авизо тип „Вахт“ (на немски: Wacht). Неголям кораб, който постъпва на служба през 1896 г, той има много слабо въоръжение, но добра мореходност и прилична скорост. След него следват по-големите кораби тип „Газеле“ (на немски: Gazelle) – 10 единици, посторени в периода 1900 – 1904 г. Въоръжени са със 105-mm оръдия и не се отличават със скоростните си характеристики сред чуждестранните им аналози.
Последващата серия – 7-те крайцера от типа „Бремен“ (на немски: Bremen), са още по-големи кораби, като основно увеличената водоизместимост е употребена за по-мощна силова установка и новите кораби на флота имат скорост от 23 възела. Крайцерът „Любек“ (на немски: Lübeck), влизащ в серията, получава експериментална паротурбинна силова установка, като двата му вала задвижват общо 8 винта. Всички те попълват флота в периода 1904 – 1907 г.
Германските бронепалубни крайцери формално не се отличават с особени достойнства сред крайцерите на другите държави, но имат значително по-добра бойна живучест, спрямо аналозите им – нещо на което немският флот традиционно отдава много голямо значение.
| Сравнителни ТТХ на немските бронепалубни крайцери |                               |                                              |                                                               |                        |                      |                                                     |                                                            |
| Характеристики                                    | „Ирене“                       | „Кайзерин Аугуста“                           | „Виктория Луизе“                                              | „Гефион“               | „Хела“               | „Газеле“                                            | „Бремен“                                                   |
| Водоизместимост, t                                | 5020                          | 6218                                         | 6389 – 6589                                                   | 4275                   | 2049                 | 2916 – 3130                                         | 3756 – 3816                                                |
| Артилерия                                         | 14 – 150-mm, 6 – 37-mm        | 4 – 150-mm, 8 – 105-mm, 8 – 88-mm, 4 – 37-mm | 2 – 210-mm, 8 – 150-mm, 10 – 88-mm                            | 10 – 105-mm, 6 – 52-mm | 4 – 88-mm, 6 – 52-mm | 10 – 105-mm                                         | 10 – 105-mm                                                |
| Торпедни апарати                                  | 3х1 – 350-mm                  | 5х1 – 350-mm                                 | 4х1 – 450-mm                                                  | 2х1 – 450-mm           | 3х1 – 450-mm         | 3х1 – 450-mm                                        | 2х1 – 450-mm                                               |
| Брониране, mm                                     | Палуба – 50 – 75, гласис– 120 | Палуба – до 70, рубка – 120                  | Палуба – 40 – 100, кули – до 100, каземати – 100, рубка – 100 | Палуба – 25 – 40       | Палуба – 25          | Палуба – 50 – 80, щитове оръдия ГК – 50, рубка – 80 | Палуба – 30 – 100, щитове оръдия ГК – 50, рубка – 80 – 100 |
| Силова установка, к.с.                            | 8000                          | 15 650                                       | 10 790                                                        | 9000                   | 6000                 | 6000 – 9000                                         | 11 750 – 12 280 (14 403 на „Любек“)                        |
| Максимална скорост, възела                        | 18                            | 21,6                                         | 18,5 – 19,1                                                   | 19 – 20,5              | 20                   | 20 – 22                                             | 23,1 („Любек“ – 23,4)                                      |

## Бронепалубните крайцери на Италия
В началото на 1880-те години, в морално превъзмогналия поражението в битката при остров Лиса италиански флот, започва постепенно възраждане. Със своите много ограничени ресурси, както технически, така и финансови, италианците започват активно сътрудничество с водещите чужди компании. По отношение на конструкцията на корабите им, италианският подход се характеризира със стремлението за създаване на универсални бойни единици, добре въоръжени и бързоходни. Изискванията за далечина на плаване и мореходност са отнесени на второ място, поради концентрирането на италианските интереси основно в Средиземно море.
Първият бронепалубен крайцер на италианския флот е „Джовани Бозан“ (на италиански: Giovanni Bausan), построен в 1885 г. от знаменитата британска компания „Армстронг“. Новата бойна единица се оценява много високо, като съчетание на добра скорост с мощно въоръжение, при скромна водоизместимост. Удовлетворени от кораба, италианското морско командване поръчва на родното си корабостроене 4 подобни крайцера, които са познати впоследствие като тип „Етна“ (на италиански: Etna). Те влизат в строй в периода 1887 – 1889 г. и според странната италианска класификация, също както и прототипа им, са зачислени в състава на флота като таранно-торпедни кораби (на италиански: Ariete-torpediniere). Всъщност по основните си характеристики типа „Етна“ доста изостава от „Джовани Бозан“.
Първите малки крайцери на флота също са построени във Великобритания. В 1887 г. италианското правителство прекупува от „Армстронг“ строящ се за Гърция кораб и той влиза в състава на флота като крайцера „Догали“ (на италиански: Dogali). Почти едновременно на същата компания е поръчан и крайцерът „Пиемонте“ (на италиански: Piemonte), като италианците имат изрично изискване в минималната му водоизместимост да се съчетаят максимум въоръжение и висока скорост. Филип Уотс напълно удовлетворява поръчителите. Достатъчно е да се каже, че „Пиемонте“, влязъл в строй през 1889 г., е първият в света кораб, въоръжен със скорострелна артилерия среден калибър.
Малките крайцери местна постройка са доста по-несполучливи. Въпреки че 6-те крайцера от типа „Региони“ (на италиански: Regioni) са създадени на база „Пиемонте“, тяхната скорост е доста по-ниска, а въоръжението по-слабо. Като цяло серията се смята за остаряла още преди да е построена, което се случва в периода 1894 – 1901 г. Освен това флотът получава и няколко крайцера специално предназначени за носенето на колониална служба. Първо, през 1897 г. в строй влиза „Калабрия“ (на италиански: Calabria), а през 1913 г., на базата на този проект, са построени и 2-та крайцера от типа „Базиликата“ (на италиански: Basilikata). Реалната им бойна ценност е нищожна.
| Сравнителни ТТХ на италианските бронепалубни крайцери |                                              |                                              |                                                 |                                                 |                                                   |                                              |                                  |
| Характеристики                                        | „Джовани Бозан“                              | „Етна“                                       | „Догали“                                        | „Пиемонте“                                      | „Региони“                                         | „Калабрия“                                   | „Базиликата“                     |
| Водоизместимост, t                                    | 3383                                         | 3737 – 3888                                  | 2235                                            | 2824                                            | 2411 – 3110                                       | 2660                                         | 3187                             |
| Артилерия                                             | 2 – 254-mm, 6 – 152-mm, 4 – 57-mm, 9 – 37-mm | 2 – 254-mm, 6 – 150-mm, 5 – 57-mm, 6 – 37-mm | 6 – 152-mm, 9 – 57-mm                           | 6 – 152-mm, 6 – 120-mm, 10 – 57-mm, 6 – 37-mm   | 2 – 152-mm, 6 – 120-mm, 7/10 – 57-mm, 2/8 – 37-mm | 4 – 152-mm, 4 – 120-mm, 8 – 57-mm, 8 – 37-mm | 6 – 152-mm, 5 – 76-mm, 2 – 47-mm |
| Торпедни апарати                                      | 2х1 – 355-mm                                 | 2х1 – 355-mm                                 | 4х1 – 355-mm                                    | 2х1 – 355-mm                                    | 2х1 – 450-mm                                      | 2х1 – 450-mm                                 | -                                |
| Брониране, mm                                         | Палуба – 37, рубка – 12                      | Палуба – 37, рубка – 12                      | Палуба – 50, щитове оръдия ГК – 114, рубка – 50 | Палуба – 75, щитове оръдия ГК – 114, рубка – 75 | Палуба – 25                                       | Палуба – 50, рубка – 50                      | Палуба – 25, рубка – 50          |
| Силова установка, к.с.                                | 6470                                         | 6252 – 7480                                  | 5012                                            | 7100                                            | 6842 – 7677                                       | 4260                                         | 5000                             |
| Максимална скорост, възела                            | 17,4                                         | 16,6 – 18                                    | 17,7                                            | 20,4                                            | 17,8 – 19,8                                       | 16,4                                         | 15,7                             |

## Бронепалубните крайцери на другите европейски държави

### Бронепалубните крайцери на Испания
Във втората половина на 19 век Испания преживява епоха на упадък, което не способства развитието на военноморския ѝ флот. Друга трудност при строителството на модерен флот са борбите на политическите сили, всяка от която има различен поглед към флота. Въпреки това статусът ѝ на колониална държава задължава Кралство Испания да поддържа и крайцерски флот, въпреки че по-голямата му част е съставена от малки небронирани кораби. Само 4-те крайцера от типа „Исла де Лусон“ (на испански: Isla de Luzon) имат тънка бронирана палуба, но по същество тези кораби са по-скоро канонерски лодки.
Първият пълноценен бронепалубен крайцер в испанския флот е „Рейна Регенте“ (на испански: Reina Regente), проектиран и построен във Великобритания и пуснат на вода през 1887 г. Корабът е нелошо въоръжен и защитен, достатъчно бързоходен и по негов образец са заложени още 2 крайцера в испански корабостроителници. Но характерната за Испания слаба промишленост води до много голямо забавяне на строежа. Качеството също не е на ниво – крайцерите са бавни и претоварени. В резултат на това „Лепанто“ все пак влиза в строй през 1895 г. като учебен кораб, а „Алфонсо XIII“ дори без да премине приемните изпитания е предаден за скрап.
Линията на малките бронепалубни крайцери е представена от крайцера „Рио де ла Плата“ (на испански: Rio de la Plata), построен към 1898 г. и 2 крайцера от типа „Естремадура“ (на испански: Extremadura), попълващи флота през 1902 г. Характерно за тях е, че тези скромни кораби са построени с даренията на испански емигранти. Последният бронепалубен крайцер на испанския флот е „Рейна Регенте II“, наследник на името на потъналия през 1895 г. кораб. Напълно съвременен към момента на залагането си през 1899 г. крайцерът се строи толкова дълго, че при приемането му от флота (1908 г.) вече е безнадеждно остарял.

### Бронепалубните крайцери на Португалия
В края на 19 век Португалия е една от най-бедните европейски страни. При това тя все още има големи колониални владения в Африка и Азия, които изискват военноморски сили за поддържането им, а влошените отношения с традиционния съюзник – Великобритания, водят до приемане през 1890 г. на корабостроителна програма, предвиждаща строежа на 10 крайцера. Държавният банкрут на Португалия през 1892 г. води до спирането на голяма част от набелязаните проекти.
Първият бронепалубен крайцер на португалския флот е „Адамастор“ (на португалски: Adamastor) строен в Италия, като част от средствата са събрани като дарения. Корабът е пуснат на вода през 1896 г. и представлява приличен крайцер от 3-ти ранг, годен само за колониална служба. През 1898 г. във Франция са построени 2 крайцера от типа „Сао Габриел“ (на португалски: São Gabriel), поръчани от Португалия и като цяло еднакви с „Адамастор“. Неприятната изненада при тях е недостигането на контрактаната скорост. По френските чертежи трябва да се построят още 4 единици в самата Португалия, но финансовите проблеми ограничават корабите само на един. „Раиня доня Амелия“ (на португалски: Rainha Dona Amélia) е спуснат през 1899 г. Най-мощният крайцер на португалския флот е „Дон Карлуш I“ (на португалски: Dom Carlos I). Поръчан и построен от фирмата „Армстронг“, той е типичен продукт на тази компания. С водоизместимост над 4000 тона, корабът носи солидно въоръжение и развива висока скорост. Той е спуснат на вода през 1898 г.

### Бронепалубните крайцери на Австро-Унгария
Развитието на флота на Австро-Унгария също преминава при много сложни условия. Унгарските парламентаристи регулярно спират отделянето на средства за морско въоръжение и флотът непрекъснато съществува в режим на крайни икономии. Развитието на крайцерски сили не способства и малкото Адриатическо море и липсата на колонии. Поради това не са строени много крайцери, като първоначално, по политически причини, те се водят торпедно-таранни кораби във флота (на немски: Torpedo Rammschiff).
През 1890 г. и 1892 г. флотът получава 2 бронепалубни крайцера от типа „Кайзер Франц Йосиф I“ (на немски: Kaiser Franz Joseph I). Средни по размери кораби, те имат добро въоръжение, хубава защита и прилична скорост. Далечината на плаване и мореходността на корабите и тук не са първостепенни характеристики за крайцерите. Малките бронепалубни крайцери са представени от трите единици на типа „Зента“ (на немски: Zenta). В мирно време тези прилични кораби демонстрират флага на империята в чужбина, а във военно време основната им задача е да оказват подкрепа на леките сили на флота. В състава на флота постъпват през периода 1899 – 1901 г.

### Бронепалубните крайцери на Нидерландия
Военноморските сили на Нидерландия се състоят от две различни части. За защита на собственото крайбрежие нидерланците строят броненосци за брегова отбрана и монитори. За охрана на обширните колониални владения се поддържал крайцерски флот. Поради липсата на средства крайцери се строят рядко и при изключително строга икономия.
Първият бронепалубен крайцер на нидерландския флот е „Суматра“ (на нидерландски: Sumatra), пуснат на вода през 1890 г. Малкият кораб има доста скромни характериститики и е годен само за колониална служба. Доста по-добър е следващият кораб – „Кьониген Вилхемина дер Нидерланден“ (на нидерландски: Koningin Wilhelmina Der Nederlanden), спуснат на вода в 1892 г. При водоизместимост малко над 4500 тона, този кораб има 6 вида артилерия от пет различни калибра, от 280-mm до 37-mm. Това е съвместено с ниска скорост, което води до спор следва ли корабът да се отнася към крайцерите изобщо. В периода 1898 – 1899 г. флотът е попълнен от 6 бронепалубни крайцера от типа „Холанд“ (на нидерландски: Holland). Средни по всичките си характеристики тези кораби са строени само за носенето на колониална служба.

### Бронепалубните крайцери наскандинавскитестрани
Основата на някогашния солиден датски флот са броненосците на бреговата отбрана. Дания няма особена нужда от крайцери, но има хронически дефицит на средства за военни нужди. Първият датски бронепалубен крайцер е „Валкириен“ (на датски: Valkyrien), спуснат на вода 1888 г. С водоизместимост малко под 3000 тона, този кораб, по същество, е местен вариант на армстронговата „Есмералда“. Характеристиките на крайцера са съвсем прилични по стандартите тогава, но дори този малък кораб изглежда твърде скъп на датчаните.
В резултат следващият датски бронепалубен крайцер „Хекла“ (на датски: Hekla), построен 1890 г., има водоизместимост повече от наполовина по-малка, макар и да запазва общата компоновка и става, своево рода мини-елсуикски крайцер. Доволни от резултата датското ръководство поръчва още 2 подобни кораба, които са известни като типа „Гейзер“ (на датски: Gejser). Те влизат в строй в периода 1892 – 1894 г. и са едни от най-миниатюрните бронепалубни крайцери в света.
Най-малкият бронепалубен крайцер в света е норвежкия „Викинг“, спуснат на вода през 1891 г. При водоизместимост малко над 1000 тона, той има бронирана палуба, слабо въоръжение и при скорост от 15 възела по същество представлява нещо средно между крайцер и канонерска лодка. През 1896 г. малкият норвежки флот получава леко увеличен вариант на „Викинг“ – крайцерът „Фритьоф“.

### Бронепалубните крайцери на черноморските страни
Флотът на Османската империя е в упадък след руско-турската война от 1877 – 1878 г.. След гръцко-турския конфликт от 1897 г., където флотът се проявява немного успешно, е приета програма за реорганизация на военноморските сили. В нейните рамки са поръчани и 2 бронепалубни крайцера. „Абдул Меджид“ е построен в САЩ от компанията „Крамп“ и влиза в строй през 1903 г. По своята конструкция корабът, независимо от мястото на постройка, е типичен „елсуикски“ крайцер. Фирмата „Армстронг“ получава поръчката за построения през 1904 г. втори турски бронепалубен крайцер – „Абдул Хамид“. Той е почти пълно повторение на „Абдул Меджид“, но с остарелите морално цилиндрични котли, които, имайки предвид ниското ниво на бойна подготовка у турските моряци, обаче излизат по надеждни от водотръбните котли на „Абдул Меджид“. След младотурската революция от 1908 г. и двата крайцера са преименувани на „Меджидие“ и „Хамидие“ съответно.
Свой бронепалубен крайцер има и Румъния. Построен от „Армстронг“, крайцерът „Елизабета“, спуснат на вода през 1888 г., се отнася към категорията „мини“, с водоизместимост около 1300 тона. Въпреки това корабът получава мощно за размерите си въоръжение и нелоша за времето си скорост, а ограничената далечина на плаване не е толкова важна в пределите на Черно море.

## Бронепалубните крайцери на САЩ
След края на Гражданската война 1861 – 1865 г. американския флот е в състояние на дълбок упадък. Средства за нови бойни кораби не се отделят и към началото на 1880-те години флотът на САЩ е не само по-слаб от водещите европейски флотове, но и отстъпва на някои от латиноамериканските. Това води до приемането от Конгреса на САЩ през 1883 г. на специален закон за флота, в резултат на който започва строителството на „Нов флот“ (на английски: New Navy). Интересното е, че първите кораби, поръчани по тази програма са три крайцера и куриерски кораб, които са известни с абревиатурата си: ABCD – „Атланта“ (на английски: USS Atlanta), „Бостън“ (на английски: USS Boston), „Чикаго“ (на английски: USS Chicago) и „Долфин“ (на английски: USS Dolfin).
По същество първите американски крайцери са остарели морално още с влизането си в строй. Двойката от типа „Атланта“ и „Чикаго“, който е техен увеличен вариант, се „отличават“ с ниска скорост, лоша мореходност, имат пълно ветрилно въоръжение, а броневата им защита е явно недостатъчна. Формално мощната им артилерия е нескорострелна и с лошо разположение. Трите кораба влизат в състава на флота в периода 1886 – 1889 г.
Първите пълноценни бронепалубни крайцери се появяват в американския флот едва с реализирането на програмата от 1885 г. Построената по нея петица крайцери вече има прилична скорост и достойно брониране. Следва да се отбележи, че едва „Нюарк“ и „Сан Франциско“ (на английски: USS San Francisco) са построени по оригинални проекти, а конструкцията на „Чарлстън“ (на английски: USS Charleston), „Балтимор“ (на английски: USS Baltimore) и „Филаделфия“ (на английски: USS Philadelphia) е основана на британски образци. Във флота те са приети в периода 1889 – 1891 г.
Най-големият крайцер, построен по програмата от 1888 г., е „Олимпия“. Този мощен, добре въоръжен, защитен и бързоходен кораб показва, че американското корабостроене постепенно излиза на ново ниво, което не отстъпва на европейските държави. Наречен още „Белият крайцер“, той влиза в строй през 1895 г. Желанието на флота да притежава специализирани „изтребители на търговци“ води до появата на двата крайцера от типа „Колумбия“, построени през 1894 г. Много големи, с водоизместимост над 8000 тона, те се отличават с много добра скорост и солидна далечина на плаване, но и тези им показатели не са нещо изключително. Въоръжението е много слабо за кораби с техните размери и отключва силна критика. Освен това Морското ведомство на САЩ купува през 1898 г. два крайцера, които се строят във Великобритания за Бразилия и ги включва в състава на флота като тип „Ню Орлиънс“.
Линията в развитието на малките бронепалубни крайцери в американските ВМС започва през 1894 г., с двата крайцера от типа „Синсинати“. За своите скромни размери те са много добре въоръжени, даже повече отколкото е необходимо. Много дула имат и трите крайцера от типа „Монтгомъри“, постъпващи във флота през 1893 – 1894 г. Още по-големи, отколкото типа „Синсинати“, те имат умерена скорост и много слабо брониране. Последните класически бронепалубни крайцери на американския флот са 6-те кораба от типа „Денвър“. Оръдията и при тях са много, но малката скорост ги доближава по скоро към канонерските лодки. Тези крайцери са приети от флота в периода 1903 – 1905 г
| Сравнителни ТТХ на бронепалубните крайцери на САЩ |                                              |                                                          |                                              |                                                         |                                                         |                                              |                                              |                                                                               |                                                           |                                               |                                                 |                                  |                                   |
| Характеристики                                    | „Атланта“                                    | „Чикаго“                                                 | „Нюарк“                                      | „Чарлстън“                                              | „Балтимор“                                              | „Филаделфия“                                 | „Сан Франциско“                              | „Олимпия“                                                                     | „Колумбия“                                                | „Ню Орлиънс“                                  | „Синсинати“                                     | „Монтгомъри“                     | „Денвър“                          |
| Водоизместимост, t                                | 3189 – 3240                                  | 4942                                                     | 4665                                         | 4267                                                    | 5436                                                    | 5305                                         | 4583                                         | 6663                                                                          | 8270 – 8420                                               | 4011                                          | 3339                                            | 2235                             | 3514 – 3570                       |
| Артилерия                                         | 2 – 203-mm, 6 – 152-mm, 2 – 57-mm, 2 – 37-mm | 4 – 203-mm, 8 – 152-mm, 2 – 127-mm, 2 – 57-mm, 2 – 37-mm | 12 – 152-mm, 4 – 57-mm, 4 – 47-mm, 2 – 37-mm | 2 – 203-mm, 6 – 152-mm, 4 – 57-mm, 2 – 47-mm, 2 – 37-mm | 4 – 203-mm, 6 – 152-mm, 4 – 57-mm, 2 – 47-mm, 2 – 37-mm | 12 – 152-mm, 4 – 57-mm, 2 – 47-mm, 2 – 37-mm | 12 – 152-mm, 4 – 57-mm, 2 – 47-mm, 2 – 37-mm | 4 – 203-mm, 10 – 127-mm, 14 – 57-mm, 6 – 37-mm                                | 1 – 203-mm, 2 – 152-mm, 8 – 102-mm, 12 – 57-mm, 4 – 37-mm | 6 – 152-mm, 4 – 120-mm, 10 – 57-mm, 8 – 37-mm | 1 – 152-mm, 10 – 127-mm, 8 – 57-mm, 2/4 – 37-mm | 9 – 127-mm, 6 – 57-mm, 2 – 37-mm | 10 – 127-mm, 8 – 57&mm, 2 – 37-mm |
| Торпедни апарати                                  | —                                            | —                                                        | —                                            | —                                                       | —                                                       | —                                            | —                                            | 6х1 – 457-mm                                                                  | 4х1 – 356-mm/457-mm                                       | 3х1 – 457-mm                                  | 4х1 – 457-mm                                    | 3х1 – 457-mm                     | -                                 |
| Брониране, mm                                     | Палуба – 37, барбети – 51                    | Палуба – 20 – 37                                         | Палуба – 51 – 76, рубка – 76                 | Палуба – 51 – 76, барбети – 51, рубка – 51              | Палуба – 63 – 102, рубка – 76                           | Палуба – 63 – 102, рубка – 76                | Палуба – 51 – 76, рубка – 76                 | Палуба – 51 – 120, щитове оръдия – 102, кули – 89, барбети – 114, рубка – 127 | Палуба – 37 – 102, каземати – 102, рубка – 127            | Палуба – 30 – 89, рубка – 102                 | Палуба – 25 – 63, каземати – 102 mm, рубка – 51 | Палуба – 11 – 19                 | Палуба – 8 – 63, каземати – 30    |
| Силова установка, к.с.                            | 3500 – 4030                                  | 5000                                                     | 8500                                         | 7650                                                    | 10 750                                                  | 10 064                                       | 10 500                                       | 13 500                                                                        | 18 509 – 21 500                                           | 7500                                          | 10 000                                          | 5227 – 5400                      | 4640                              |
| Максимална скорост, възела                        | 13 – 14                                      | 14                                                       | 18                                           | 18,9                                                    | 19 – 20,1                                               | 19                                           | 19                                           | 20 – 21,7                                                                     | 20,8 – 21                                                 | 20                                            | 19                                              | 17 −19                           | 16,7                              |

## Бронепалубните крайцери в Латинска Америка
В последната четвърт на 19 век значимо място в световния военноморски баланс имат флотите на водещите латиноамерикански страни. Аржентина, Бразилия и Чили, които водейки остро съперничество помежду си, създават значителни военноморски сили. Характерна черта за техните флоти стават корабите на чуждестранни производители, преди всичко британски, което им позволява да попълват корабния си състав с доста съвършени бойни единици, в т.ч. и бронепалубни крайцери.

### Бронепалубните крайцери на Аржентина
Първият бронепалубен крайцер на Аржентина е „Патагония“ (на испански: Patagonia), построен в Австро-Унгария през 1887 г. Корабът е много малък и бавен, за крайцерските стандартни и по-скоро може да се класифицира като мореходна канонерска лодка. След това аржентинците се ориентират към сътрудничество със знаменитата фирма „Армстронг“ и получават цяла поредица от доста модерни крайцери.
През 1891 г. в състава на аржентинския флот аржентинския флот влиза крайцерът „Вейнтисинко де Майо“ (на испански: Veinticinco de Mayo), като фирмата залага кораба без да има определен купувач за него. За скромните си размери крайцера е много бързоходен, въпреки че не носи скорострелните оръдия на „Круп“. Доволни от резултата аржентинците поръчват негова подобрена версия и през 1893 г. флотът получава „Нуеве де Хулио“ (на испански: Nueve de Julio). Този кораб повтаря предшественика си, но е въоръжен със скорострелна артилерия британско производство. Последният бронепалубен крайцер на аржентинския флот, също построен от „Армстронг“, е „Буенос Айрес“ (на испански: Buenos Aires), доставен през 1896 г. По-голям от предшествениците си, той има по-мощна артилерия и високи скоростни качества. След него, Аржентина, подготвяйки се за война с Чили, започва да поръчва броненосни крайцери.

### Бронепалубните крайцери на Бразилия
Първият и последен бронепалубен крайцер, построен на бразилски стапели, с помощта на фирмата „Армстронг“, е „Алмиранте Тамандаре“ (на португалски: Almirante Tamandaré), влизащ в строй през 1893 г. Корабът е интересна смесица от нови и остарели технически решения. Скоростта му е явно нодостатъна, дори по критерите на 1890-те години, има архаичното ветрилно стъкмяване, а артилерията макар и скорострелна, е разположена доста неудачно.
Всички останали крайцери са поръчвани на чуждестранни производители. В 1892 г. от французите е пуснат на вода малкия крайцер „Бенджамин Констан“ (на португалски: Benjamin Constant), с много ниски характеристики и използван само като учебен кораб. Още по-малък е крайцерът „Република“ (на португалски: República) построен през 1892 г. от „Армстронг“. Независимо от водоизместимостта си – 1300 тона, той се определя като напълно удачен, за своите размери, кораб.
Бързият ръст на аржентинския флот принуждава Бразилия да поръча серия от 3 пълноценни „елсуикски“ крайцера. Обаче в състава на флота влиза само един от тях, през 1897 г., – „Алмиранте Барозо“ (на португалски: Almirante Barroso), а другите два са купени от САЩ. При умерена водоизместимост той има силно въоръжение и нелоша скорост.

### Бронепалубните крайцери на Чили
Първият чилийски бронепалубен крайцер е знаменитата „Есмералда“ (на испански: Esmeralda) – прародителят на всички „елсуикски“ крайцери. Влизащ в строй през 1884 г., този кораб прави фурор във военноморските кръгове, съчетавайки мощно въоръжение и прилично брониране с висока скорост. Към недостатъците на проекта следва да се отнесат претоварването с тежко въоръжение и недостатъчната мореходност. Последното става ясно след продажбата, през 1894 г., на „Есмералда“ на Япония. През 1892 г. чилийският флот получава от Франция два неголеми крайцера от типа „Президенте Еразуриз“ (на испански: Presidente Errazuriz), с много прилични характеристики.
Занапред Чили предпочита продукцията на „Армстронг“. През 1894 г. чилийският флот получава крайцера „Бланко Енкалада“ (на испански: Blanco Encalada). Достатъчно скоростен, мореходен и мощно въоръжен корабът много се харесва на купувача и последва нова поръчка, за броненосен крайцер – „Есмералда II“. Той не е особено успешен и независимо от формално високите му характеристики чилийците се връщат към поръчките на умерени по размер бронепалубни крайцери. „Министро Зентено“ (на испански: Ministro Zenteno) е спуснат на вода през 1896 г. и почти напълно повтаря бразилския „Алмиранте Барозо“, с изключение на състава на артилерията. Последният бронепалубен крайцер на чилийския флот е „Чакабуко“ (на испански: Chacabuco), купен през 1902 г., вече в строеж и практически еднотипен с японския „Такасаго“. За своите умерени размери е много добре въоръжен и е считан за един от най-бързоходните крайцери в света.

### Бронепалубните крайцери на другите латиноамерикански държави
Най-големи и мощни кораби в перуанския флот през първата половина на 20 век са бронепалубните крайцери от типа „Алмиранте Грау“ (на испански: Almirante Grau). Построени към 1906 – 1907 г. от „Викерс“, те са сравнително неголеми, но прилични кораби със слабо въоръжение, които много бързо морално остаряват.
Още един кораб, който се класифицира като бронепалубен крайцер, е уругвайският „Уругвай“. Малък крайцер, с водоизместимост от 1400 тона, той е построен от немската фирма „Вулкан“ през 1910 г. и има чисто символическо брониране, но традиционно за Латинска Америка, се експлоатира много дълго.

## Бронепалубните крайцери вАзия

### Бронепалубните крайцери на Япония
След революцията Мейджи Япония започва енергична модернизация на страната с използване на напредналите западни технологии. Този процес много добре се забелязва в японския военноморски флот, през 1870-те години той притежава само много стари кораби. В началото японците се обръщат за военнотехническа помощ в строителството на флота към Великобритания. В резултат на това първите бронепалубни крайцери на Императорския флот са корабите, построени в 1885 – 1886 г. от фирмата „Армстронг“ – 2 крайцера от типа „Нанива“ (на японски: 浪速). Проектирани на основата на проекта на чилийската „Есмералда“, те, макар и средни по бойните си качества, са прилични крайцери, макар въоръжението им да е скорострелни оръдия немско производство.
От средата на 1880-те години японските моряци временно се преориентират на сътрудничество с Франция. Първият и крайно неуспешен опит на японско-френския проект за създаване на крайцерски сили е крайцерът „Унеби“ (на японски: 畝傍). Неголемия кораб е видимо претоварен, с недостатъчна устойчивост и след предаването си на японците през 1886 г., безследно изчезва по пътя си от Франция към Япония.
Това не смущава японците и те продължават сътрудничеството си с французите, подписвайки договор с изветния корабостроител Емил Бертен. В частност, по негов проект са построени 3 крайцера от типа „Мацушима“ (на японски: 松島) – едни от най-оригиналните крайцери за цялата история, които влизат в строй в периода 1891 – 1894 г. Сравнително неголеми кораби те следва да образуват единна бойна единица, като всеки от тях носи по едно 320 mm оръдие, като на два от тях то е поставено на носа, а на третия кораб – на кърмата. Предполага се, че те ще могат да се справят с китайските броненосци. Останалата им артилерия са скорострелни 120 mm оръдия. Проектът излиза крайно несполучлив. Тежкото оръдие се показва като съвършено безполезно в бой, защитата и скоростта на крайцерите също са недостатъчни. Като цяло, първите крайцери на японския флот са полезни само за придобиване на съответния опит.
Разочаровани от френските проекти, японците се връщат към сътрудничеството с британците и веднага получават отлична бойна единица. Крайцерът „Йошино“ (на японски: 吉野), получен от флота през 1893 г., се отличава с добра маневреност, достойно въоръжение и е най-бързоходният крайцер на своето време. По британски проект е построен, през 1893 г., в Япония крайцерът „Акицушима“ (на японски: 秋津洲). Първите бронепалубни крайцери, построени в Япония по японски проект с японски части, са корабите от типа „Сума“ (на японски: 須磨), влизащи в строй в периода 1896 – 1899 г. и впоследствие признати за неуспешни. Подобни са и последващите вносни крайцери – построените от британците в 1898 г. „Такасаго“ (на японски: 高砂) и типа „Касаги“ (на японски: 笠置) американска постройка, който включва 2 единици, влезли в състава на флота през 1898 – 1899 година. Всички те страдат от недостатъчна мореходност. Освен това японското правителство в навечерието на японо-китайската война, купува от Чили бронепалубния крайцер „Есмералда“, който получава името „Изуми“ (на японски: 和泉) в японския флот.
Отчитайки грешките, направени при строежа на крайцерите тип „Сума“, японският флот поръчва на местни корабостроители 2 крайцера от типа „Ниитака“ (на японски: 新高). По-големи от предшествениците си, те имат надеждни машини и като цяло са прилични, здрави кораби. Тяхно развитие е крайцерът „Отова“ (на японски: 音羽). Той е по-малък по размери, но по-бързоходен. Всички те влизат във флота през 1904 г.
За 20 години японският флот извървява дълъг път – от поръчки в чужбина до строителство на крайцери от японски компании, по собствени проекти. Последните японски бронепалубни крайцери като цяло съответстват на средното световно равнище. Още тогава обаче се проявява характерния за японските корабостроители стремеж към прекомерно въоръжаване на сравнително неголеми кораби.
| Сравнителни ТТХ на бронепалубните крайцери на Япония |                                                  |                                               |                                                   |                                        |                                       |                                                    |                                                |                                                          |                                   |                                                   |
| Характеристики                                       | „Нанива“                                         | „Унеби“                                       | „Мацушима“                                        | „Йошино“                               | „Акицушима“                           | „Сума“                                             | „Такасаго“                                     | „Касаги“                                                 | „Ниитака“                         | „Отова“                                           |
| Водоизместимост, t                                   | 4150                                             | 3672                                          | 4278                                              | 4225                                   | 3170                                  | 2657 – 2756                                        | 4160                                           | 5598 – 6066                                              | 3716                              | 3388                                              |
| Артилерия                                            | 2 – 260 mm, 6 – 150 mm, 2 – 57 mm, 9 – 37 mm     | 4 – 240 mm, 7 – 150 mm, 2 – 57 mm, 10 – 37 mm | 1 – 320 mm, 11 – 120 mm, 5/11 – 57 mm, 11 – 47 mm | 4 – 152 mm, 8 – 120 mm, 22 – 47 mm     | 4 – 152 mm, 6 – 120 mm, 8 – 47 mm     | 2 – 152 mm, 6 – 120 mm, 10 – 47 mm, 4 – 42 mm      | 2 – 203 mm, 10 – 120 mm, 12 – 76 mm, 6 – 42 mm | 2 – 203 mm, 10 – 120 mm, 12 – 76 mm, 6 – 42 mm           | 6 – 152 mm, 10 – 76 mm, 4 – 42 mm | 2 – 152 mm, 6 – 120 mm, 4 – 76 mm                 |
| Торпедни апарати                                     | 4х1 – 356 mm                                     | 4х1 – 450 mm                                  | 4х1 – 356 mm                                      | 5х1 – 356 mm                           | 4х1 – 356 mm                          | 5х1 – 457 mm                                       | 3х1 – 457 mm                                   | 4х1 – 457 mm                                             | –                                 | 2х1 – 457 mm                                      |
| Брониране, mm                                        | Палуба – 51 – 76, щитове оръдия – 37, рубка – 37 | Палуба – 33                                   | Палуба – 37 – 51, барбети – 305, рубка – 102      | Палуба – 43 – 114, щитове оръдия – 114 | Палуба – 25 – 76, щитове оръдия – 114 | Палуба – 25 – 51, щитове оръдия – 114, рубка – 102 | Палуба – 63 – 114, щитове оръдия – 63 – 114    | Палуба – 63 – 114, щитове оръдия – 63 – 114, рубка – 114 | Палуба – 37 – 63, рубка – 102     | Палуба – 51 – 76, щитове оръдия – 37, рубка – 102 |
| Силова установка, к.с.                               | 7120                                             | 6000                                          | 5400                                              | 15 968                                 | 8516                                  | 8384                                               | 15 500                                         | 13 492                                                   | 9500                              | 10 000                                            |
| Максимална скорост, възела                           | 18,5                                             | 17,5                                          | 16,5                                              | 22,5 – 23                              | 19                                    | 19,5 – 20                                          | 22,5                                           | 22,5 – 22,75                                             | 20                                | 21                                                |

### Бронепалубните крайцери наКитай
Императорски Китай в своето развитие на военноморските сили отделя главно внимание на Бейянския флот (Северен флот), който се финансира със средствата на северните провинции на страната. Ръководството на флота поръчва крайцери в Германия и Великобритания, като предпочитанието е към британските корабостроители. Първите бронепалубни крайцери на китайския флот са 2-те единици от типа „Чаоюн“ (на китайски: 超勇), построени във Великобритания и влезли в строй през 1881 г. Много малките крайцери имат ниска скорост и символична бронирана палуба. Доста по-добре брониран е „Цзиюан“ (на китайски: 济远) построен в Германия. Дори скоростта му отговаря на крайцерските стандарти за онова време. В състава на флота той влиза 1885 г. Британия, на свой ред, доставя през 1887 г. на Китай 2 крайцера от типа „Чжиюан“ (на китайски: 致遠).
След края на Китайско-японската война на фирмата „Армстронг“ са поръчани 2-та крайцера от типа „Хай Чи“ (на китайски: 海圻). Типични „елсуикски“ крайцери, бързоходни и добре въоръжени, те попълват флота през 1899 г. и задълго остават най-мощните кораби на страната. Освен това в Германия са поръчани 3 малки крайцера от типа „Хай Юн“ (на китайски: 海容). Всички те са построени към 1898 г. и служат във флота много дълго.

### Бронепалубните крайцери на Сиам
Още една азиатска страна – Сиам – получава крайцер от подобен клас построен в Британия – „Маха Чакри“. Крайцерът никога не е участва в бойни действия и основно се използван като кралска яхта. Има бронирана палуба, но е недостатъчно въоръжен (по проект се предвижда поставянето на шест 152 mm оръдия).

## Бронепалубните крайцери в локалните войни от края на 19 век и началото на 20 век

### Бронепалубните крайцери в Китайско-японската война
Към началото на Китайско-японската война японският флот се състои главно от бронепалубни крайцери, които са основната ударна сила на флота. Корабите от други класове са с второстепенно значение. За борба с китайските броненосци – ядрото на Бейянския (Северен) флот, специално са предназначени крайцерите от типа „Мацушима“ с 320-mm оръдия. По ниво на организация и бойна подготовка японският флот има значително превъзходство над китайския.
Решителното сражение за господството по море е на 17 септември 1894 г. в устието на река Ялу. Японският флот, под командването на вицеадмирал Сукеюки Ито, представлява 7 бронепалубни крайцера, 1 броненосен крайцер, 2 остарели броненосни фрегати, 1 спомогателен крайцер и 1 канонерска лодка. В състава на китайския флот, които се командва от адмирал Дин Жучан, има 2 броненосеца, 3 броненосни крайцера, 3 бронепалубни крайцера, 4 небронирани крайцера, 2 канонерски лодки и 2 миноносеца.
Китайският командващ построява корабите си фронтално, в строй, който бързо се трансформира в полумесец, в центъра на когото се намират броненосците. Японците предпочитат подредбата в килватерен строй, като встрани е оставен „летящият“ отряд на контраадмирал Цубоя, включващ 4 най-скоростни бронепалубни крайцера.
Сражението, продължава над 4 часа, има характер на престрелка между страните на средни и малки дистанции. „Летящият отряд“ обхваща противника по фланга и му нанася сериозни загуби. Китайският флот почти веднага губи управление и хаотично се отбранява срещу кръжащите наоколо японски кораби, като два китайски крайцера самоволно напускат сражението. Решаваща роля в боя има скорострелната артилерия на японските бронепалубни крайцери. Именно от нейния огън са потопени 4 китайски крайцера. Особено се отличава флагманът на „Летящия отряд“ „Йошино“, който буквално засипва противника с град от снаряди. Паралелно с това среднокалибрената артилерия се оказва безполезна срещу китайските броненосци, независимо от огромното количество попадения, които нанася. Надеждите към 320-mm оръдия на крайцерите „Мацушима“ се оказват напразни – за цялото време на битката трите крайцера изстрелват общо само 13 снаряда, без нито едно попадение. В същото време се показва и основната слабост в защитата на бронепалубните крайцери – само едно попадение на тежък снаряд в „Мацушима“ изважда крайцера от битката, с огромни загуби сред личния състав.
Заради големите загуби китайскияг флот безпорядъчно отстъпва към своите бази и след това не се опитва да влиза в открити сражения, което и предопределя изхода на войната. Сражението при Ялу показва значението на превъзходството в скоростта в боя, ролята на скорострелната артилерия, но демонстрира и важността на броневата защита.

### Бронепалубните крайцери в Испано-американската война
Събитията в Испано-американската война се разгръщат предимно в района на Куба и Филипините – испански колонии, които американците целят да отвоюват от противника. Ако до бреговете на Куба и двете страни действат с броненосци и броненосни крайцери, то в борбата за Филипинските острови основна роля имат бронепалубните крайцери. Получавайки известието за началото на войната, американската ескадра под командване на комодор Д. Дюи тръгва от Хонконг към Манила. В нейния състав влизат 2 големи бронепалубни крайцера – „Олимпия“ и „Балтимор“, 2 средни бронепалубни крайцера – „Рейли“ и „Бостън“, а също и канонерските лодки „Петрел“ и „Конкорд“. Противостоящата испанска ескадра на контраадмирал П. Монтехо, включва 2 малки бронепалубни крайцери от типа „Исла де Лусон“, 5 небронирани крайцера, като единият от тях е дървен, 1 спомогателен крайцер и 3 канонерски лодки.
Имайки формално числено преимущество и примерно равна водоизместимост, испанскатя ескадра отстъпва по всички останало. Живучестта на испанските кораби е много ниска, артилерията е стара, а бойната подготовка е съвершено неудовлетворителна. Фактически, „Олимпия“ и „Балтимор“ са по-силни от цялото испанско съединение.
Рано сутринта на 1 май 1898 г. ескадрата на Дюи се появява в залива Кавите, където се намира противника. В битката американците бързо достигат решителен успех. Испанците са пасивни, само флагманският крайцер се опитва да атакува противника, но бързо е изваден от строя. Курсирайки по вятъра американците му нанасят тежки поражения със своята стрелба. Ответният огън е малоефективен.
След 1,5 часа от началото на боя, Дюи, който получава невярно съобщение за липса на боеприпаси, се оттегля на запад, давайки възможност на екипажите да закусят. След анализиране на информацията за боеприпасите, американската ескадра се връща в залива Кавите и довършва останалите испански кораби, а също и бреговите батареи. Така боя завършва с пълната победа на флота на САЩ на цената на нищожни загуби, но съотношението на силите е толкова неравно, че никакви сериозни изводи за боеспособността на бронепалубните крайцери не могат да бъдат направени от това.

### Бронепалубните крайцери в Руско-японската война
В началото на Руско-японската война, на японския флот противостои, от страна на Русия, Първа Тихоокеанска ескадра, включаваща в себе си, като големи кораби, 7 броненосеца, 4 броненосни крайцера, 5 бронепалубни крайцера 1-ви ранг и 2 бронепалубни крайцера 2-ри ранг. Японския флот има 6 броненосеца, 6 броненосни крайцера и 12 бронепалубни крайцера. Макар основната ударна сила и на двата флота да са броненосните кораби, бронепалубните крайцери също вземат активно участие в бойните действия.
Още първите дни на войната, сред пострадалите от японски атаки руски кораби, има и бронепалубни крайцери. В нощта на 27 януари 1904 г. е повреден от торпедо крайцерът „Палада“, стоящ, както и дригите кораби на ескадрата, на външния рейд в Порт Артур. През деня на 27 януари 1904 г. ескадрата на контраадмирал Сотокити Уриу, от 2 броненосни и 4 бронепалубни крайцера, а също 1 авизо и 8 миноносеца, пресича опита на измъкване през блокадата на пристанището на Чемулпо на руските кораби – бронепалубния крайцер „Варяг“ и канонерската лодка „Кореец“, които са там в качеството им на стационари. По време на боя при Чемулпо „Варяг“ получава множество повреди, в това число и подводни пробойни, голяма част от артилерията излиза от строй, има огромни загуби сред личния състав. Независимо от това, че бронираната палуба не е пробита нито веднъж и крайцера запазва ход, „Варяг“ практически губи боеспособност и е потопен на рейда на Чемулпо. Противника в хода на боя няма загуби. На 29 януари 1904 г. е загубен крайцера „Боярин“. Натъква се на руска мина, той явно преждевременно е оставен от екипажа и в крайна сметка потъва. Освен това на 2 май 1904 г. намиращият се в състава на Владивостокския отряд крайцери бронепалубен крайцер „Богатир“ попада в навигационна авария и е извън строя до края на войната.
В хода на бойните действия при Порт Артур най-голяма активност сред руските бронепалубни крайцери имат „Новик“ и „Асколд“, нееднократно влизащи в престрелка с японските кораби. От японските бронепалубни крайцери енергично и полезно действа 3-ти отряд крайцери, включаващ най-бързите японски кораби от този клас – „Йошино“, „Такасаго“, „Касаги“, „Читосе“. Те се използват много активно за разузнаване и насочване на главните сили. Останалите бронепалубни крайцери японското командване използва внимателно, явно смятайки ги за прекалено слаби и бавни.
При опита за разкъсване на блокадата на 1-ва Тихоокеанска ескадра на Порт Артур, от 28 юли 1904 г., освен всички останали кораби, участват и четири бронепалубни крайцера: „Новик“, „Асколд“, „Диана“ и „Палада“. В хода на боя на главните сили крайцерите имат само ограничено участие, за малко попадайки под огъня на японските броненосци. След излизането от строй на флагмана и стихийния завой на ескадрата обратно към Порт Артур, командирът на отряда крайцери, контраадмирал Николай Карлович Рейценштейн, с флаг на „Асколд“, взема решение да се насочи към Владивосток само със силите на своя отряд. Фактически след флагмана тръгва само „Новик“, „Диана“ и „Палада“ скоро изостават. Независимо от интензивния огън на противника, крайцерите успяват да се откъснат използвайки превъзходството си по скорост.
След това двата кораба се разделят. „Асколд“ в хода на сражението получава редица сериозни повреди, в т.ч. и подводни, независимо от запазената целост на бронираната палуба и влиза в Шанхай за отстраняване на повредите. Там той е блокиран от превъзходящите сили на японците и на 11 август 1904 г. е разоръжен. Командирът на „Новик“, Максимилиан Фьодорович Шулц, решава да стигне Владивосток по обходен път, заобикаляйки Япония от изток. Успешно завършвайки прехода, „Новик“ влиза в пост Корсаковский на остров Сахалин за попълване на въглищните запаси. На 7 август 1904 г. той е настигнат от крайцера „Цушима“ и влиза с него в бой. След като получава сериозни повреди „Новик“ е принуден да излезе от боя, а след получени данни от радиоприхващането за наличие в района на други японски кораби, командирът решава да потопи крайцера в плитчините.
Крайцерът „Диана“, в хода на дневния бой на 28 юли 1904 г., получава подводна повреда. Командирът на крайцера княз Александър Ливен взема решение да поеме към Сайгон, където той пристига на 8 август 1904 г. Но Япония оказва силен дипломатически натиск върху Франция, в резултат на което крайцерът е принуден да се разоръжи на 29 август 1904 г. „Палада“, която се връща в Порт Артур, в числото на другите кораби от Първа Тихоокеанска ескадра, попада под обстрела на тежката обсадна артилерия на японците при финалния етап от отбраната на крепостта. На 24 ноември 1904 г., крайцерът, получавайки тежки повреди от 280-mm снаряди на японските гаубици, ляга на дъното на Западния басейн на Порт Артурския залив.
Японския флот в хода на борбата за Порт Артур се лишива от два бронепалубни крайцера. На 15 май 1904 г. „Йошино“ е протаранен в мъглата от японския броненосен крайцер „Касуга“ и потъва. „Такасаго“ се натъква на руска мина на 12 декември 1904 г. и потъва на следващия ден.
В състава на Втора Тихоокеанска ескадра влизат 5 бронепалубни крайцера. „Олег“ и „Аврора“ са включени в Крайцерския отряд, който командва контраадмирал Оскар Адолфович Енквист, В състава на Разузнавателния отряд са „Светлана“, „Жемчуг“ и „Изумруд“, командвани от командира на „Светлана“ капитан 1-ви ранг Сергей Павлович Шеин. Командващият ескадрата вицеадмирал З. П. Рожественски държи крайцерите при главните сили, почти без да ги използва за разузнаване. Преди началото на Цушимското сражение, на 14 май 1905 г., командирът заповядва „Жемчуг“ и „Изумруд“ да се движат до броненосците, а другите крайцери да охраняат транспортните кораби.
| „                                                        | Задачата, поставена за боя на крайцерския и разузнавателния отряди е неизпълнима, поради значителното превъзходство на противника в крайцерските сили. Ограничени във възможността да маневрират, завързани към охраняваните от тях транспорти, крайцерите се защитават в пасивна отбрана. Решителна атака, на този или друг боен отряд на противника не може да се направи, тъй като трябва да се изоставят транспортите. | “ |
| Крестьянинов В.Я. Цусимское сражение 14 – 15 мая 1905 г. | |   |

В хода на дневния бой на 14 май 1905 г. руските крайцери с труд отбиват атаките на превъзходящия противник, но с изключение на „Светлана“ не получават тежки повреди. И японските крайцери не са особено тежко пострадали, макар „Нанива“ и „Касаги“ временно да излизат от боя. С настъпването на нощта руските сили се разделят. Повредената „Светлана“ опитва самостоятелно да стигне във Владивосток, но в утрото на 15 май 1905 г. е прихваната от два японски бронепалубни крайцера и миноносец. След неравен бой до остров Дажелет руският крайцер получава тежки повреди и изчерпва боезапаса на главния калибър. В тази връзка командирът на крайцера заповядва кораба да се потопи. Самият той при това загива, както и голяма част от екипажа. Крайцерът „Изумруд“ е заедно с остатъка на руската ескадра в утрото на 15 май 1905 г. Когато контраадмирал Николай Иванович Небогатов заповядва на своите кораби да се предадат, командирът на „Изумруд“ барон Василий Николаевич Ферзен отказва да изпълни заповедта и пробива обръча на обкръжението. Заради опасността от мини и недостатъчно въглища крайцерът се насочва не към Владивосток, а към залива Владимир, където в мъгла се натъква на скали. Неясната обстановка и нервното напрежение карат Ферзен да вземе решение за взривяването на крайцера. Крайцерският отряд на Енквист в състав „Олег“, „Аврора“ и „Жемчуг“ в течение на цялата нощ се опитва да вземе курс към Владивосток, но всеки път се връща обратно, опасявайки се за японски миноносци. Без главните сили, крайцерите се насочват отначало към Шанхай, а след това вземат курс за Манила, където пристигат на 20 май 1905 г., а след това са интернирани.

## Последните бронепалубни крайцери

### Бронепалубните крайцери на Великобритания
След като построяват към началото на 20 век множество бронепалубни крайцери, британците се убедждават, че към 1900-тната година, поради ниската си скорост, те са непригодни за изпълнение на една от най-важните им тактически задачи – водене на разузнава в състава на ескадрата. Появява се необходимост от нова разновидност на крайцерите, които започват да се наричат в Кралския флот „крайцери скаути“. На тях се възлагат задачите водене на разузнаване, лидиране на разрушителите и борба с леките сили на противника. Понеже се смята, че театърът на бъдещите военни действия ще бъде Северно море, показателите далечина на плаване и мореходност не се смятат за критически важни.
В опит да достигнат до добър проект по емпиричен път, Адмиралтейството дава поръчка за първите 8 скаута на четири различни фирми, по 2 единици на всяка. Заданието е само в общи характеристики, в за останалото проектантите имат пълна свобода. В резултат флотът получава 4 двойки доста различни крайцери. Защитата на скаутите от типовете „Адвенчър“ и „Сентинел“ се осигурява само от бронирана палуба, типовете „Форуърд“ и „Патфайндър“ имат и брониран пояс. Съвършено различни са и корпусните конструкции. В другото крайцерите си приличат – скорост от 25 възела и крайно слабо въоръжение, съставено от 76 mm оръдия. Цялата осмица влиза в строй през 1905 г.
След неуспешния експеримент поръчките за скаутите се насочват към един производител, но и това не е успешен ход. В периоида 1909 – 1910 г. флотът е попълнен от двата скаута от типа „Бодицея“. Независимо от използвнето в тях на парни турбини скоростта не е по-висока, а въоръжението, вече от 102 mm оръдия, все още е много слабо, а защитата, която включава само тънка бронирана палуба, е чисто символична. Не много по-добре е следващата двойка от типа „Блонд“, построена 1910 – 1911 г. Последните бронепалубни крайцери британска постройка са 3 скаута от типа „Актив“, завършени 1911 – 1913 г. и също неудачни.
След провала на проекта със скаутите, реформаторите на Кралския флот, начело с Джон Арбетнот Фишер, планират въобще да се откажат от строежа на малки крайцери, като техните функции да се поемат от големите разрушители. Но такова решение ще застраши огромните комуникации на Британската империя, които ще са беззащитни за бързоходните рейдери на противника. Затова решават да се създаде подклас на океанския скаут. Първите такива крайцери са 5-те единици от типа „Бристъл“, които влизат в строй през 1910 г. С водоизместимост около 5000 тона, те имат парни турбини и скорост от 25 възела. Въоръжението им е комбинация от 102 mm и 152 mm оръдия. Тяхната защита, ограничена само до бронирана палуба, е слаба, дори и срещу осколки. През 1911 – 1912 г. флотът получава 4 крайцера от типа „Уеймът“. Водоизместимостта им е по-голяма, спрямо предшествениците, скоростта и защита са на предишното ниво, но въоръжението им сега е еднородно само от 152 mm оръдия. С това развитието на британски бронепалубни крайцери завършва и Кралския флот започва развитието на нов клас – леките крайцери, защитени и с брониран пояс. Към него са отнесени и типовете „Бристъл“ и „Уеймът“.

### Бронепалубните крайцери на Германия
Развитието на немските бронепалубни крайцери в предвоенните години се изразява с постепенно нарастване на размерите и подобряване на характеристиките им. Немците се стремят да направят универсален малък крайцер, който еднакво добре да действа срещу противниковите комуникации и да води ескадрено разузнаване. Стремежът към увеличаване на скоростта води до появата на типа „Кьонигсберг“ (на немски: Königsberg), чиито 4 единици влизат в строй в периода 1907 – 1908 г. В този тип кораби немските корабостроители продължават своите експерименти – „Щетин“, за разлика от другите три кораба, има парни турбини и е с 1 възел по-бърз. Още по-големи и бързоходни са двата крайцера на типа „Дрезден“ (на немски: Dresden), като турбини има само главния кораб на проекта. Двата влизат във флота 1908 – 1909 г.
Последните немски бронепалубни крайцери са 4-те единици от типа „Колберг“ (на немски: Kolberg), построени 1909 – 1911 г. Вече всички те носят турбини, развиват скорост от около 27 възела, а водоизместимостта им отново е по-голяма. След това германският флот също предпочита да развива класа на пълноценни леки крайцери, защитени и с брониран пояс. Следва да се отбележи, че до 1915 г. всички малки крайцери на Германия носят 105-mm оръдия в качество на главен калибър и това струва много скъпо на немските моряци в първата година на Първата световна война.

### Бронепалубните крайцери в другите страни
Руският флот преди началото на Първата световна война решава да започне развитието на типа голям лек крайцер, което се трансформира в проекта „Светлана“, който има и пълноценно брониране на бордовете. За Сибирската флотилия, в Германия, през 1913 г., са поръчани два бронепалубни крайцера от типа „Муравьов-Амурский“. След началото на войната немците конфискуват тези кораби и ги въвеждат в своя флот като типа „Пилау“.
Италианците опитват да повторят британския опит със скаутите. „Куарто“, влязъл в строй през 1913 г. е слабо въоръжен, слабо защитен, за сметка на това, обаче скоростта му надминава 28 възела. През 1914 г. италианският флот се попълва от два бронепалубни крайцера на типа „Нино Биксио“, които са по-големи, по-бавни и също толкова слабо въоръжени и защитени. Те са зачислени в италианския флот като скаути (на италиански: esploratori).
Китай, през 1910 г., приема обширна програма за строителство на мощен флот. Революцията от 1911 г. и последвалите събития не позволяват реализирането ѝ, но поръчаните в чужбина три бронепалубни крайцера, два – „Чао Хо“ и „Ин Суей“ влизат в състава на флота през 1911 – 1912 г. Неголеми и слабо въоръжени, тези кораби имат ниска скорост и ограничени бойни възможности. Третия от поръчаните крайцери – „Фей Хунг“, е продаден на Гърция, в чийто флот постъпва през 1914 г. под името „Ели“.
Два бронепалубни крайцера от типа „Баия“ (на португалски: Bahia), построени във Великобритания през 1910 г., получава бразилският флот. Без да се отличават с особена бойна мощ, те са прекрасни бързоходци, след като развиват на изпитанията 27 възела.
Последните бронепалубни крайцери в историята следва да бъдат френските „ескадрени разузнавачи“ (на френски: Éclaireur d’escadre). Към 1914 г. френският флот няма нито един съвременен крайцер и изпитва остра нужда от бързоходни кораби. Проектът „Ла Мот Пике“ (на френски: La Motte-Picquet) е нееднозначен. Въоръжението от осем 138 mm оръдия не е нищо особено, бронирането е крайно слабо и само скоростта от 29 възела е на ниво. Дори и в този им вид те биха били полезни за флота, но при планирана серия от 10 кораба началото на войната проваля дори залагането им.

## Бронепалубните крайцери в Първата световна война
Към началото на Първата световна война бронепалубните крайцери вече се смятат за остарял клас кораби. Въпреки това, в повечето страни – участници във войната – именно те са основата на крайцерските сили. Общо в състава на флотите се числят 144 бронепалубни крайцери от различни типове, а над 60 бронепалубни крайцера са прекласифицирани в различни спомогателни съдове като остарели.
| Бронепалубните крайцери на флотите по време на Първата световна война |                |                |                   |        |       |     |                  |         |        |
| Клас крайцери                                                         | Австро-Унгария | Великобритания | Германска империя | Италия | Русия | САЩ | Османска империя | Франция | Япония |
| Турбинни бронепалубни крайцери                                        | 0              | 10             | 7                 | 0      | 0     | 0   | 0                | 0       | 0      |
| Бронепалубни крайцери с парни машини                                  | 5              | 25             | 26                | 9      | 8     | 16  | 2                | 13      | 10     |
| Бронепалубни крайцери-скаути                                          | 0              | 11             | 0                 | 3      | 0     | 0   | 0                | 0       | 0      |
| Остарели бронепалубни крайцери, минали прекласификация                | 2              | 40             | 13                | 3      | 0     | 0   | 0                | 0       | 5      |

В първия период на военните действия командването на германския флот опитва да води срещу корабоплаването на Антантата крайцерска война и поддържа срещу комуникациите на противника ескадрата на адмирал Максимилиан фон Шпее, а също и няколко единични крайцера – общо 2 броненосни, 5 бронепалубни и 1 лек крайцер. От бронепалубните крайцери най-успешният е „Емден“, който нанася съществен урон на британската морска търговия в Индийския океан и потопява руския бронепалубен крайцер „Жемчуг“. „Емден“, на свой ред, е унищожен от австралийския лек крайцер „Сидни“. „Лайпциг“, „Нюрнберг“ и „Дрезден“ са в състава на ескадрата на Шпее и вземат участие в Коронелския бой, в частност, „Нюрнберг“ довършва тежко повредения британски броненосен крайцер „Монмут“. „Лайпциг“ и „Нюрнберг“ потъват в боя при Фолкландските острови, в неравна схватка с британските броненосни крайцери, „Дрезден“ става жертва на британските крайцери по-късно, когато е изненадан от тях и потопен практически без съпротива. „Кьонигсберг“, който оперира в Индийския океан, има само един съществен успех, потопявайки британския бронепалубен крайцер „Пегасус“, а след това се скрива в руслото на африканската река Руфиджи, където издържа до юли 1915 г., задържайки в района значителни британски сили. Като цяло, независимо от отделните успехи, немците не успяват да дезорганизират морските превози на противника и тази роля преминава към подводниците.
Още три бронепалубни крайцера немският флот губи по време на набега на британците в Хелголандския залив. „Майнц“, „Кьолн“ и „Ариадне“ потъват в неравна битка, като последните два от огъня на британските линейни крайцери, пред които те са съвършено беззащитни. Още в първите сражения се вижда слабостта във въоръжението на немските малки крайцери. Техните 105 mm оръдия са прекалено слаби и немците регулярно изпадат в тежки ситуации при срещите си с британски крайцери, въоръжени със 152 mm артилерия. Затова и германския флот от 1915 г. започва превъоръжаване на останалите крайцери с оръдия калибър 150 mm.
Австро-Унгарският флот от самото начало на войната е много предпазлив, защото неговите противници имат значително превъзходство по море. Още повече положението се влошава с влизането на Италия във войната. Активността на австро-унгарските кораби се ограничива до набези и обстрел на крайбрецията на противника, в които участват основно по-съвременните кораби. Бронепалубните крайцери се използват ограничено. Въпреки това флота губи един от тях. Това е „Зента“, който на 16 август 1914 г. се среща с главните сили на френския флот и потопен след храбра, но безнадеждна съпротива.

## Обща оценка на класа на бронепалубните крайцери
Появата на бронепалубните крайцери изначално е резултат на компромис между потребността от мощни бойни единици и необходимостта от много крайцери. Възможността всички кораби да получат пълноценна защита във вид на комбинация от брониран пояс и бронирана палуба не е осъществима по икономически съображения. Отчитайки скромните характеристики на парните машини и невисокото качество на тогавашната броня, такива крайцери са прекалено големи и скъпи. Затова е избран и средния път за осигуряване на приемлива живучест на умерена цена.
Докато артилерията е нескорострелна, а снарядите са пълни с димен барут изглежда, че бронепалубните крайцери, като цяло, се справят със своите задачи. Само строителството на големи бронепалубни крайцери се признава за видима грешка. Морските сражения на японо-китайската и испано-американската войни, преминават с участието на бронепалубни крайцери, в условия на явно превъзходство на едната от страните, изглежда, че потвърждава бойната ефективност на този тип. Съвершенно друг боен опит дава руско-японската война, в която участват два съпоставими противника. Използването на скорострелна артилерия, стреляща с фугасни снаряди, води до тежки повреди и загуба на боеспособност при бронепалубните крайцери, дори и без пробиване на бронираната палуба и нейните скосове.
| „                                          | В резултат корабите, които не са достатъчно бронирани, стават много уязвими. „Защитените“, т.е. бронепалубните военни съдове, които имат само на нивото на водолинията бронирана палуба, могат да загубят цялата си артилерия, да изгорят или просто да потънат, макар и съхраняващи вече безполезните си машини и погреби. | “ |
| Кофман В. „Бронированный ёж“ и его потомки | |   |

Отказът от развитие на бронепалубните крайцери има и други причини. В началото на 20 век вече има две важни технически новости – парните турбини и свръхздравата броня. Турбините, с много по-добри характеристики на пределна и агрегатна мощност, позволяват рязко повишаване на енерговъоръжеността на корабите, а новата цементирана броня с легиращи добавки осигурява солидно ниво на защита при умерено тегло. Макар и първите турбинни крайцери, по инерция, да остават бронепалубни, конструкторите достатъчно бързо стигат до създаването на нов клас – леките крайцери, при което след започването на тяхното строителство залагането на бронепалубни кораби губи смисъл.

### Общи
- Боевые корабли мира: Крейсера ((ru))
- К истории военного кораблестроения ((ru))

### По типове кораби
- Крейсера „Жемчуг“ и „Изумруд“ ((ru))
- Крейсера типа „Жемчуг“ ((ru))
- Крейсера „Диана“, „Паллада“, „Аврора“ ((ru))
- Крейсер „Аврора“ ((ru))
- Крейсер „Новик“ ((ru))
- Крейсер „Боярин“ ((ru))
- Крейсер „Аскольд“ ((ru))
- Крейсер „Аскольд“ (М-К) ((ru))
- Крейсер „Варяг“ ((ru))
- Крейсер „Олег“ ((ru))
- Крейсер „Очаков“ ((ru))
- Крейсера типа „Рейна Рехенте“ ((ru))

|  | Тази страница частично или изцяло представлява превод на страницата „Бронепалубный крейсер“ в Уикипедия на руски. Оригиналният текст, както и този превод, са защитени от Лиценза „Криейтив Комънс – Признание – Споделяне на споделеното“, а за съдържание, създадено преди юни 2009 година – от Лиценза за свободна документация на ГНУ. Прегледайте историята на редакциите на оригиналната страница, както и на преводната страница, за да видите списъка на съавторите. ВАЖНО: Този шаблон се отнася единствено до авторските права върху съдържанието на статията. Добавянето му не отменя изискването да се посочват конкретни източници на твърденията, които да бъдат благонадеждни. |